# Montagne Sainte-Victoire
Pour les articles homonymes, voir Montagne Sainte-Victoire (Cézanne) et Victoire.

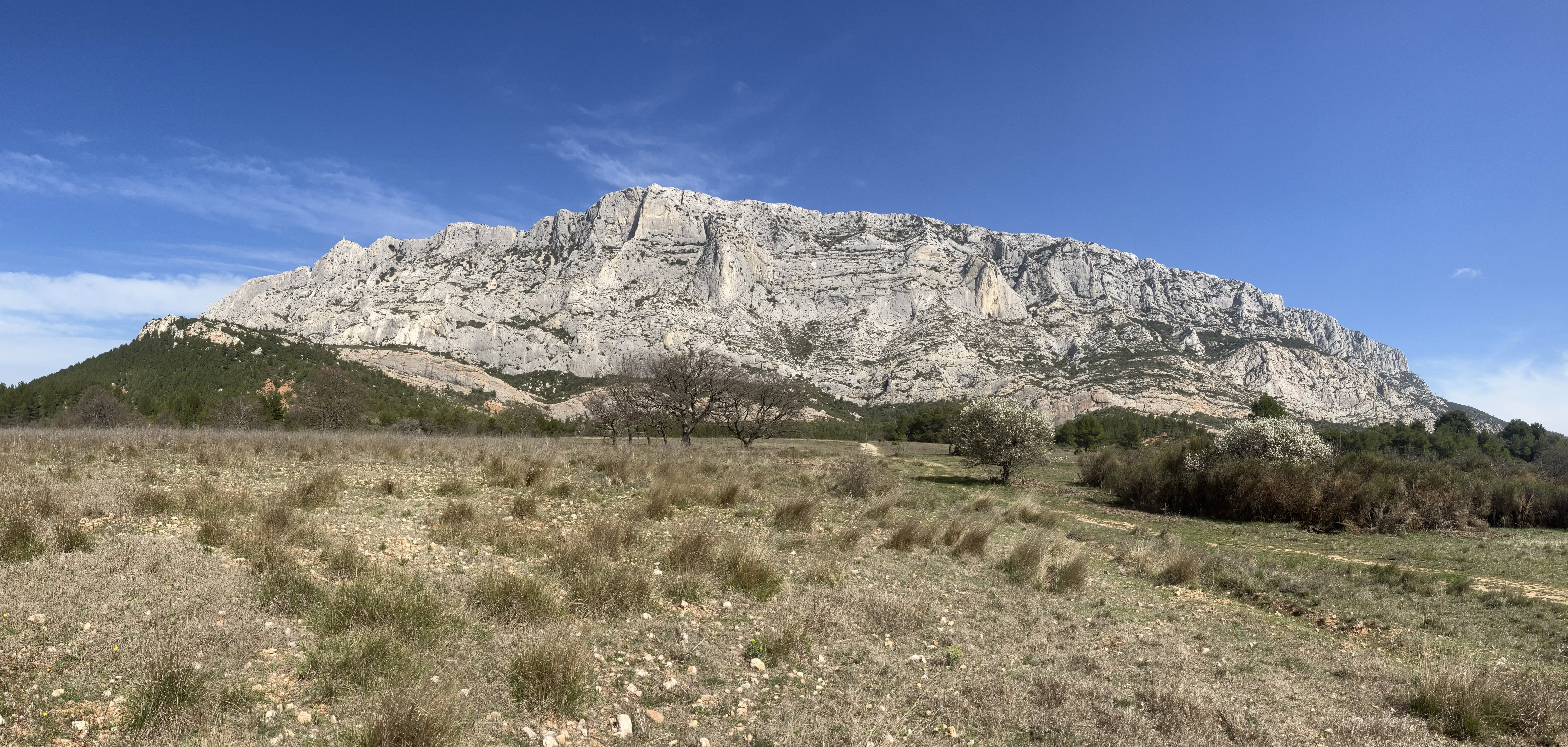
Sainte-Victoire depuis le sud.

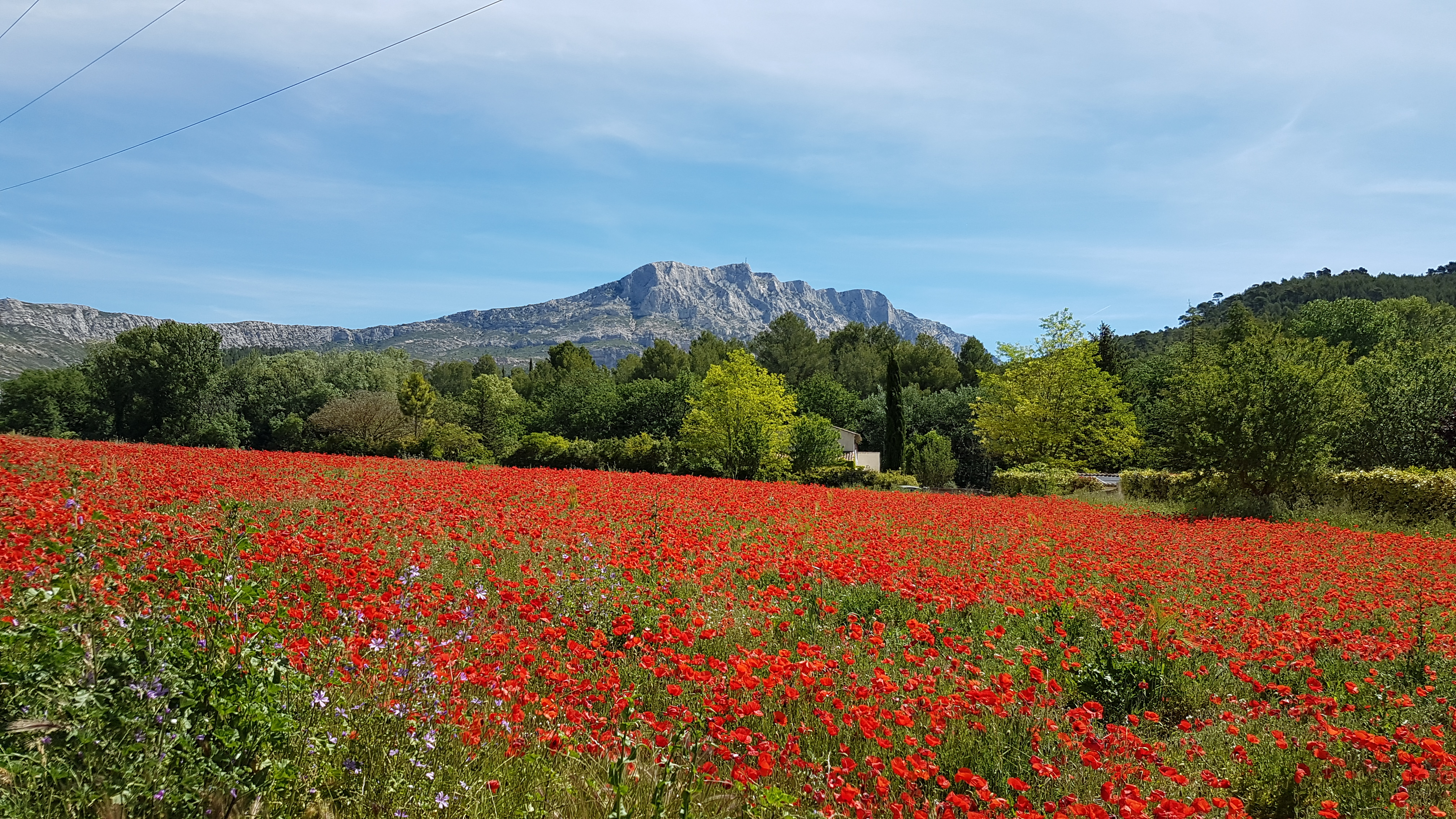
Sainte-Victoire au printemps depuis Beaurecueil.

La montagne Sainte-Victoire, en provençal Mont Venturi selon la norme classique ou Mount Ventùri selon la norme mistralienne, est un massif calcaire du Midi de la France, dans la région Provence-Alpes-Côte d'Azur.
Située à l'est d'Aix-en-Provence, elle a connu une notoriété internationale en partie grâce aux 87 œuvres du peintre Paul Cézanne dont elle est le sujet. Elle accueille de nombreux randonneurs, grimpeurs et amoureux de la nature, et elle est un élément majeur du paysage aixois.

## Toponymie
La tradition locale associe le nom de Sainte-Victoire au souvenir de la grande victoire de Marius contre les Cimbres et les Teutons en 102 av. J.-C. dans les environs d'Aix, au cours d'une bataille dont l'emplacement exact n'est pas connu avec certitude. Or, l'ancien nom attesté de la montagne, inchangé de nos jours en provençal, est mont Venturi. Camille Jullian puis Michel Clerc, à la suite de Frédéric Mistral, ont montré que la légende de l'association du nom de la montagne à la victoire de Marius, même si la confusion Venturi-Victoire est antérieure, a été forgée par « les imaginations de pauvres esprits comme Solier et d'érudits véreux comme Fauris de Saint-Vincens » à partir des XVIIIe – XIXe siècles. Cette légende s'est si profondément ancrée dans l'imaginaire provençal que le prénom Marius, auparavant quasiment introuvable (il n'y avait pas un seul Marius dans le bataillon envoyé de Marseille à Paris en septembre 1792), est devenu populaire. Aucun trophée célébrant la victoire de Marius et pouvant témoigner de la permanence d'un souvenir populaire n'a été sérieusement identifié. De même le nom du village de Pourrières ne vient pas du campus Putridi où sont censés avoir pourri les corps des Germains vaincus, mais du latin porraria, « champ de poireaux », décliné en Porreriis ou approchant. Michel Clerc fait de toute cette affaire un « exemple excellent de formation d'une légende pseudo-populaire ».
Pour les deux historiens, le nom originel de la Sainte-Victoire, Ventur ou Venturius, conservé en provençal comme Santo Venturi, est un nom indigène plus ancien que la présence romaine, sans doute ligure,.

## Géographie

### Topographie

Carte topographique de la montagne Sainte-Victoire.

Le massif de la Sainte-Victoire s'étend sur 18 kilomètres de long et sur 5 kilomètres de large, suivant une stricte orientation ouest-est. Il se situe principalement dans le département des Bouches-du-Rhône et en partie dans celui du Var, et, avec ses abords, sur les communes de Puyloubier, Saint-Antonin-sur-Bayon, Rousset, Châteauneuf-le-Rouge, Beaurecueil, Le Tholonet, Vauvenargues, Saint-Marc-Jaumegarde, Pourrières, Artigues et Rians.
Les D 10 et D 17 (Route Cézanne) sont les principales routes qui permettent de longer le massif. Sur le versant septentrional, la D10 franchit le col de Claps (530 m) et le col des Portes (631 m). Sur le versant méridional, la D 17 chemine sur le plateau du Cengle et franchit le collet Blanc du Subéroque (505 m).

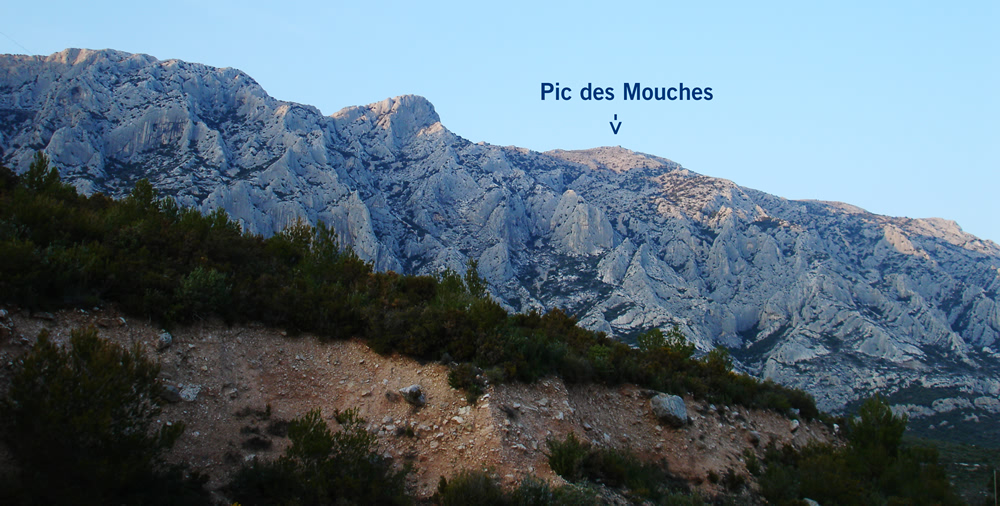
Le pic des Mouches vu depuis la face sud.

Le massif culmine au pic des Mouches (1 011 m pour l'IGN), près de l'extrémité est de la chaîne, et non pas à la Croix de Provence (946 m pour l'IGN) proche de l'extrémité ouest et visible d'Aix. Le pic des Mouches est l'un des plus hauts sommets du département des Bouches-du-Rhône, après le pic de Bertagne qui atteint l'altitude de 1 042 mètres et qui se situe sur le massif de la Sainte-Baume.
6 525 ha du massif de la Sainte-Victoire sont classés depuis 1983.

### Hydrographie
Au nord-ouest et au pied du massif, le lac de Bimont, le lac de Zola et leur barrage.
Ruisseaux de la Cause, de l'Infernet et du Bayon.

### Géologie
La Sainte-Victoire, tout comme le massif de la Sainte-Baume, peut être considérée comme un cas particulier parmi les massifs alpins car les différentes étapes de la formation de son relief rattachent son histoire géologique aussi bien à celle de l'ancienne chaîne pyrénéo-provençale qu'à celle des Alpes occidentales lui ayant succédé.
En effet, de l'ancienne montagne Sainte-Victoire, contemporaine des dinosaures du Crétacé, il ne reste aujourd'hui que le pli de Bimont, dit chaînon des Costes Chaudes, dernier vestige résultant des mouvements tectoniques et des empilements caractéristiques de la phase pyrénéo-provençale durant l'Éocène.
Plus tardive durant l'Oligocène, la rupture du pli anticlinal de Sainte-Victoire, lequel résultait de la première surrection des grands reliefs alpins, est à l'origine d'un déferlement contribuant à expliquer la forme actuelle de la montagne, qui apparut 15 millions d'années avant notre ère.
La Sainte-Victoire, dont les sédiments calcaires remontent au Jurassique, se compose donc à la fois d'un vestige pyrénéo-provençal et d'une géologie alpine. Cette singularité et cette ambivalence permettent de comprendre pourquoi, bien qu'étant un massif des Alpes occidentales, la problématique de ce rattachement reste complexe,.
Selon une étude récente, la Sainte-Victoire serait toujours en train de grandir. La société ME2i a en effet réalisé une étude par satellite entre 1993 et 2003 apportant une preuve que, durant cette période, l'extrémité occidentale de la montagne Sainte-Victoire a été en surrection de 7 mm par an.

### Paléontologie
Le massif héberge plusieurs gisements d'œufs de dinosaures mondialement connus dont celui de Roques-Hautes / Les Grands-Creux situé sur la commune de Beaurecueil.

### Sismicité
11 juin 1909, fort tremblement de terre en Provence,
19 février 1984, 21:14:37 UTC : tremblement de terre de 4,3 avec épicentre au sud de la montagne

### Climat

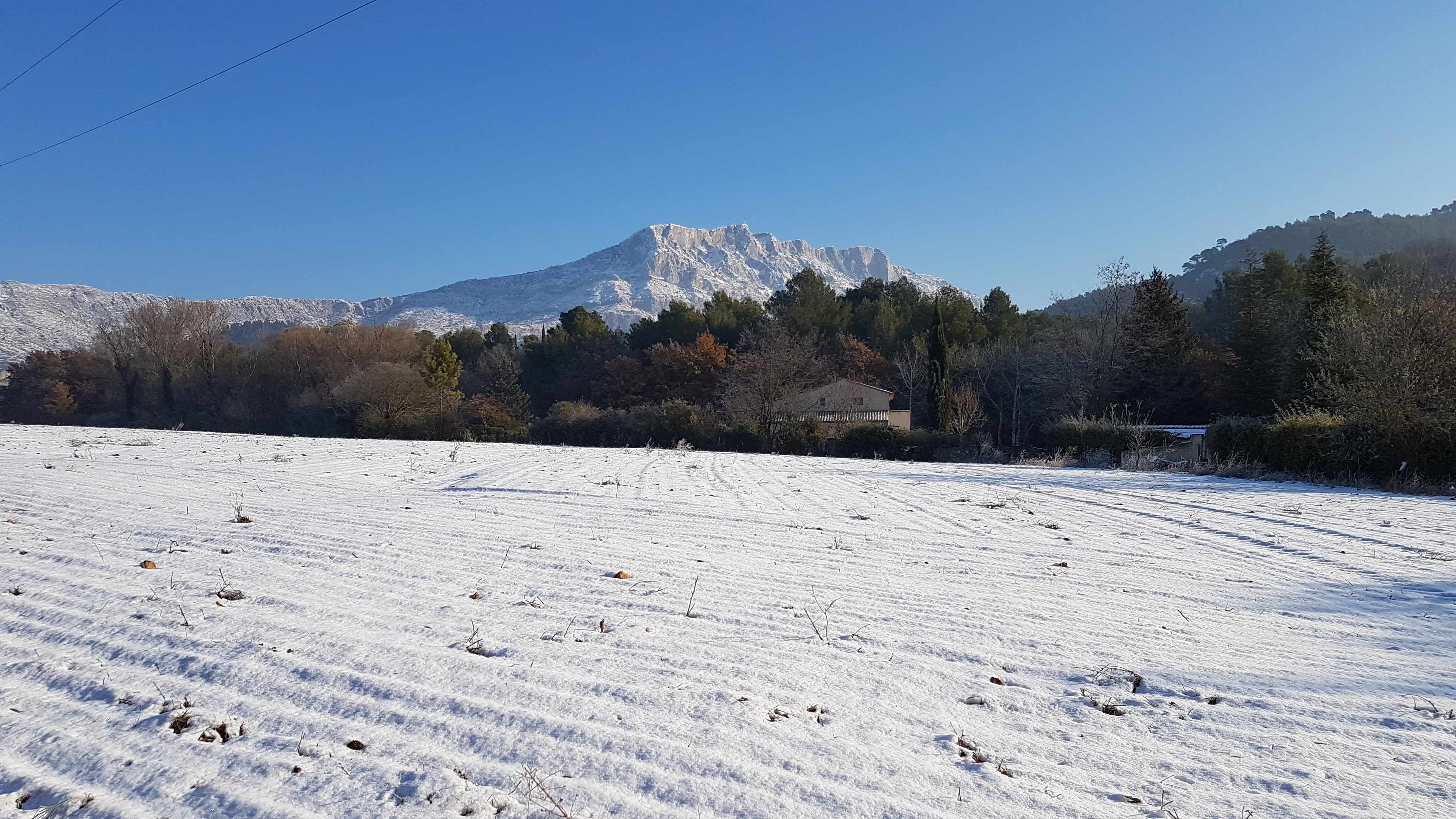
Sainte-Victoire après l'épisode neigeux de décembre 2017.

Le climat est méditerranéen : chaud l'été, ensoleillé et frais l'hiver, doux en demi-saison et surtout le printemps.
L'été est chaud et sec, l'hiver est sec. Aix-en-Provence, ville située à quelques kilomètres à l'ouest, compte 300 jours de soleil par an. Les températures moyennes y oscillent de 5 °C en janvier à 22 °C en juillet. Il arrive qu'elles soient négatives en hiver (−8,5 °C et −12 °C aux Milles en février 2005 le record est de −17,4 °C le 01/02/1963.) et extrêmement élevées (>40 °C) l'été, car la ville est sur un bassin formé par l'Arc à une altitude plus basse par rapport aux alentours ; l'air chaud est encerclé et a plus de mal à s'échapper. En automne, des orages violents ont souvent lieu. Celui du 10 septembre 2005 touche particulièrement le pays d'Aix avec 80 mm de pluie, et celui de 22 septembre 1993 entraîne une inondation. On relève plus de 200 mm en deux heures, soit quatre mois de précipitations. La campagne y connaît des micro-climats variés, plus humides et ventés ou protégés selon les endroits.

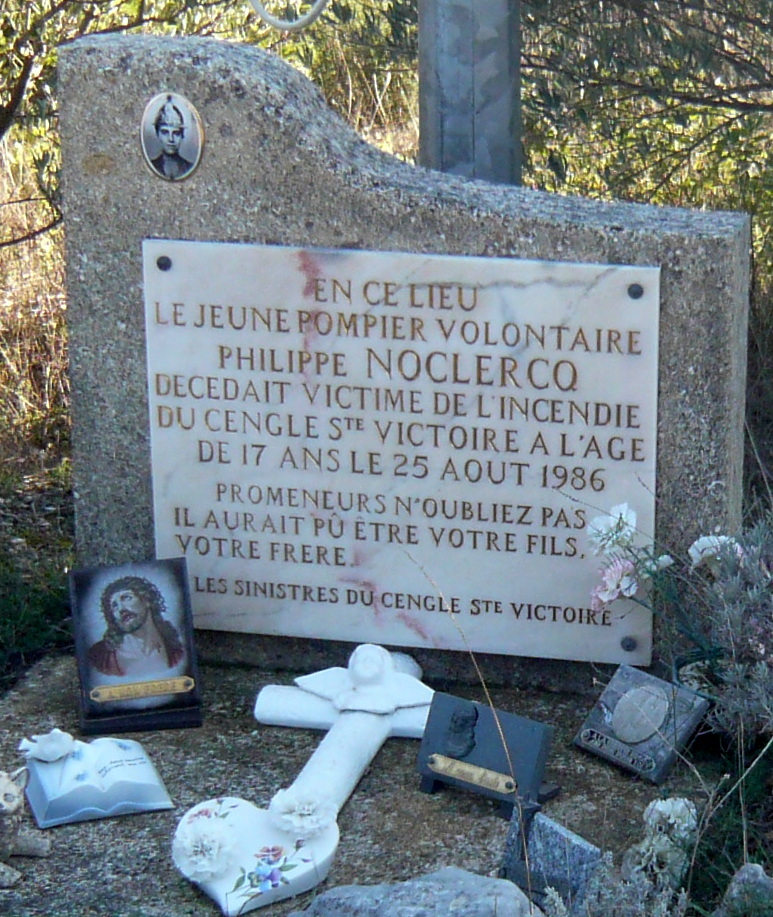
Stèle Philippe Noclercq, D17, Puyloubier.

Plusieurs incendies majeurs ont ravagé le massif au XXe siècle, notamment :
- en 1944, quand l'armée occupante allemande a incendié le plateau du Cengle pour réduire le groupe de résistants qui s'y cachaient ;
- le 25 août 1986, lorsqu'un jeune pompier volontaire, Philippe Noclercq, venu en renfort de la région Est, trouvait la mort dans l'incendie du Cengle Sainte-Victoire ;
- le 28 août 1989, où plus de 5 000 hectares furent détruits entre le barrage de Bimont et Pourrières à la suite de travaux de débroussaillement. L'incendie de Sainte-Victoire, 30 ans après, réalisé par Maxime Giacometti (pour le Grand Site Concors Sainte-Victoire/Métropole Aix-Marseille-Provence) en 2019 retrace les conditions de l'incendie et les mesures prises pour réhabiliter le massif. Ce film reprend les plans fixes d'un recueil de photos comparant l'état du massif juste après l'incendie et un quart de siècle plus tard, montrant la résilience de la nature.

Aussi, chaque été, une vigie située au sommet près de la Croix de Provence surveille-t-elle le massif et toute la vallée de l'Arc attenante.
Le massif est globalement plus arrosé que ses alentours (environ 700 mm/an), les températures sont aussi un peu moins élevées notamment sur le versant septentrional de la montagne ainsi que dans la vallée de Vauvenargues.[réf. nécessaire]

### Flore et faune
Son orientation est-ouest conduit à une grande différence d'ensoleillement entre les faces nord et sud, et donc à une différence de végétation. On trouve ainsi une végétation de type méditerranéenne sur le versant sud et de type alpine sur le versant nord. Elle s'est lentement reconstituée depuis l'incendie de 1989 sur le versant sud. Du fait de ses différences d'exposition et d'altitude (de 200 m à plus de 1 000 m), la montagne Sainte-Victoire présente les principaux étages de la végétation méditerranéenne et sud-alpine. Elle offre donc une flore exceptionnelle de 900 plantes à fleurs soit 20 % de la flore française.
La faune comprend de nombreux insectes, 27 espèces de mammifères dont 9 chauves-souris, et 126 espèces d’oiseaux dont 78 nicheurs (voir liste non exhaustive).

### Versant sud
Le versant sud se caractérise par une face abrupte, d'une dénivelée d'environ 500 à 700 m avec d'importantes falaises calcaires verticales et compactes ou entrecoupées de vires d'éboulis et dont l'aspect blanc ajouté au soleil donne l'aspect d'une haute muraille.
Au pied des falaises, on trouve en plus des massifs de broussailles, chêne vert, chêne kermès, pin d'Alep (population fortement réduite après l'incendie de 1989) mais aussi des cultures (amandiers et oliviers).

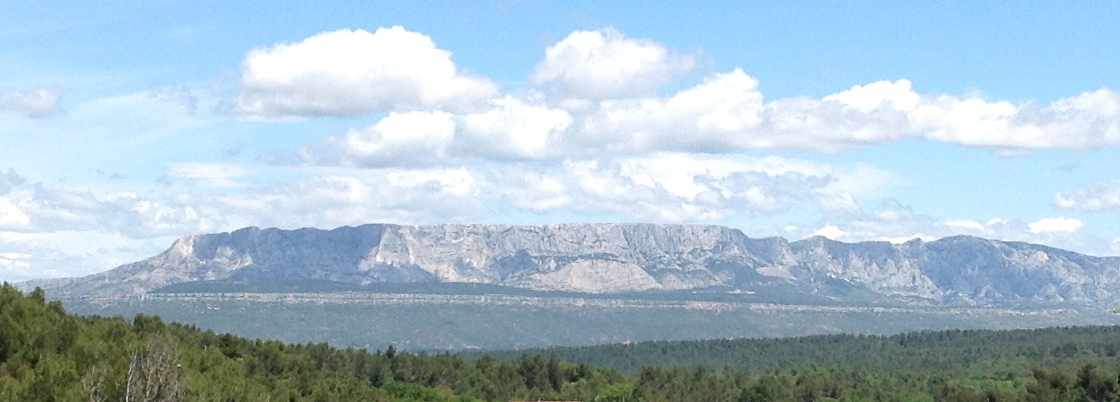
La Sainte-Victoire, Cadolive.
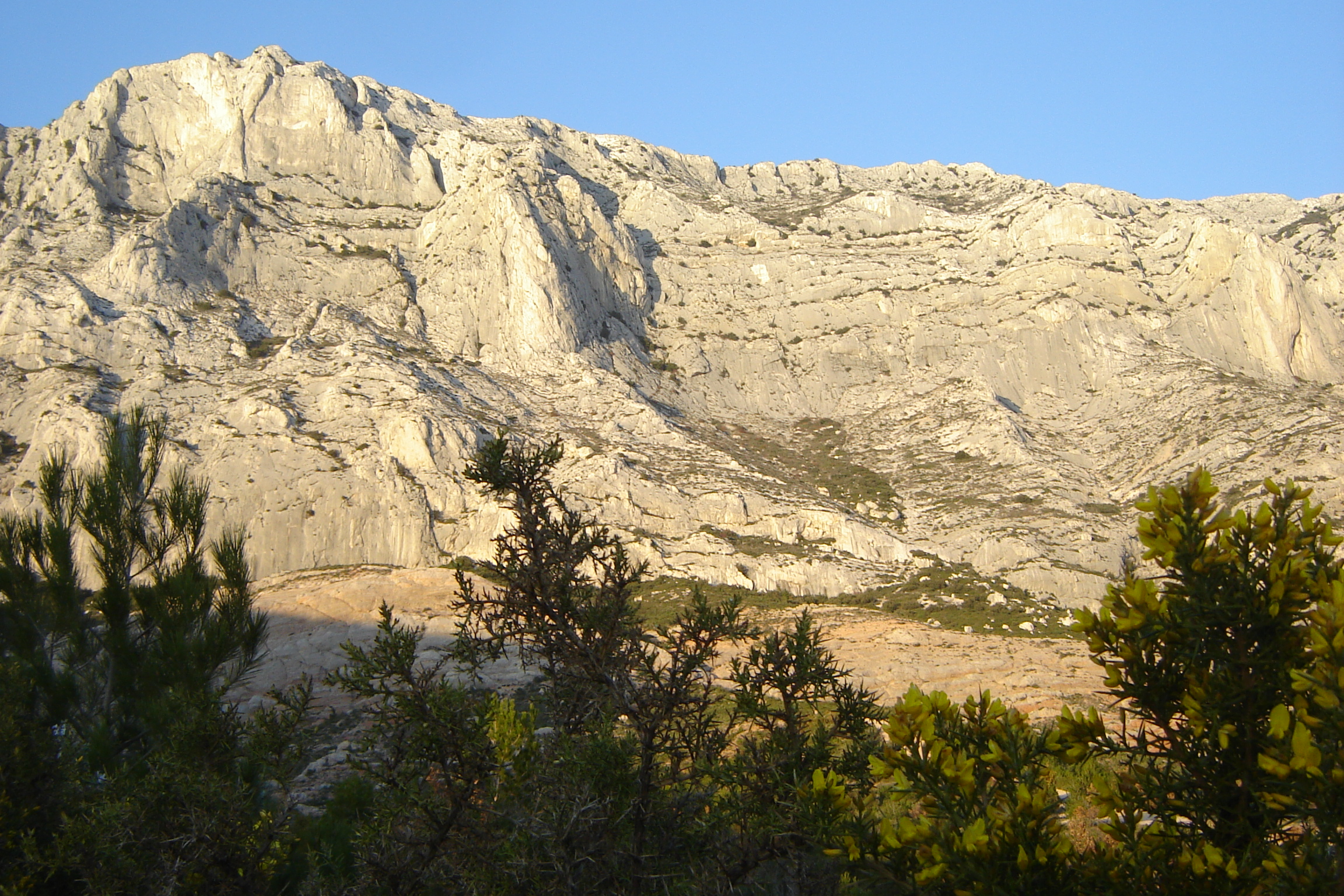
Les falaises calcaires du versant sud.
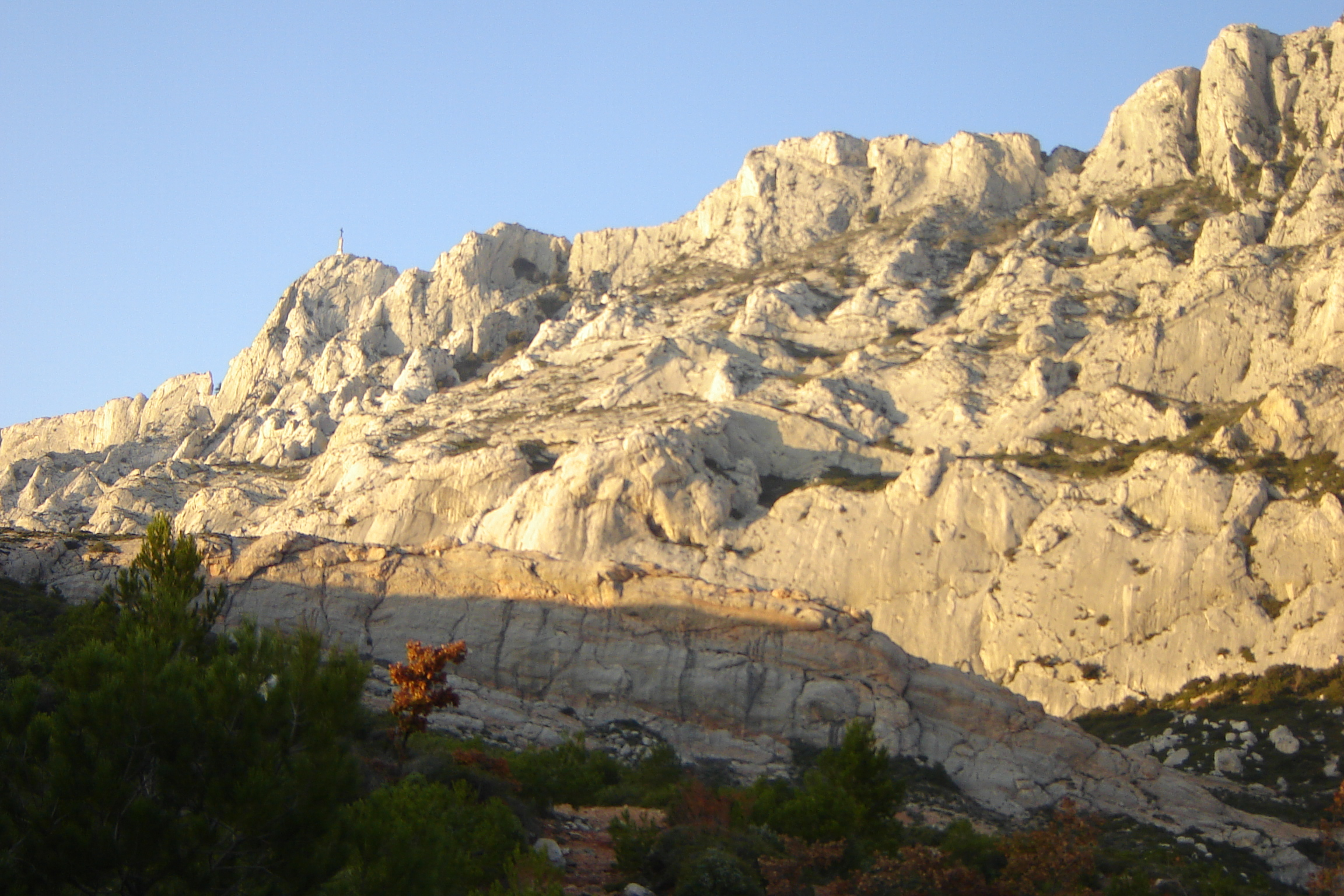
Les falaises calcaires du versant sud.
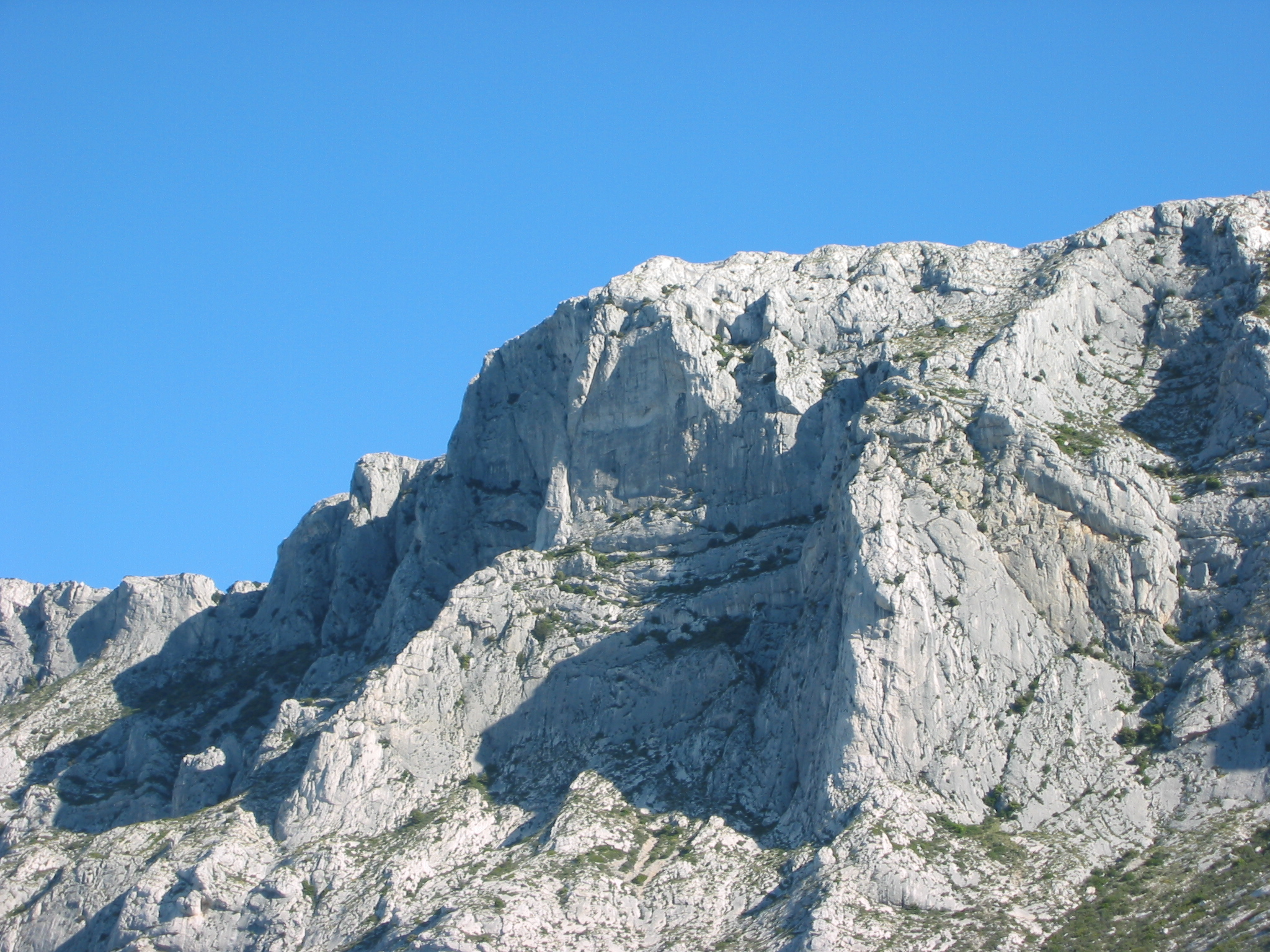
Les falaises.
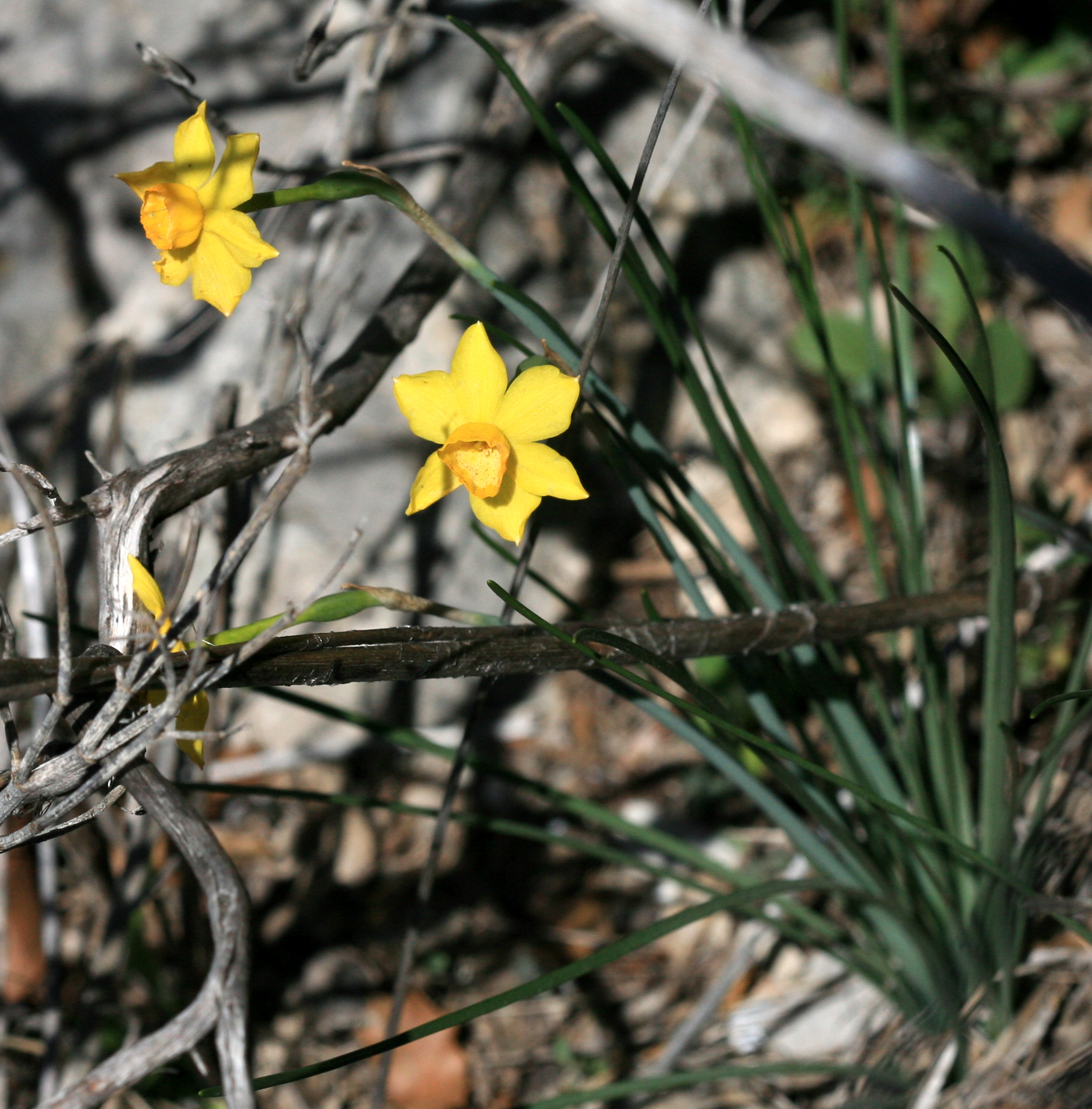
Narcisse d'Asso (Narcissus assoanus).
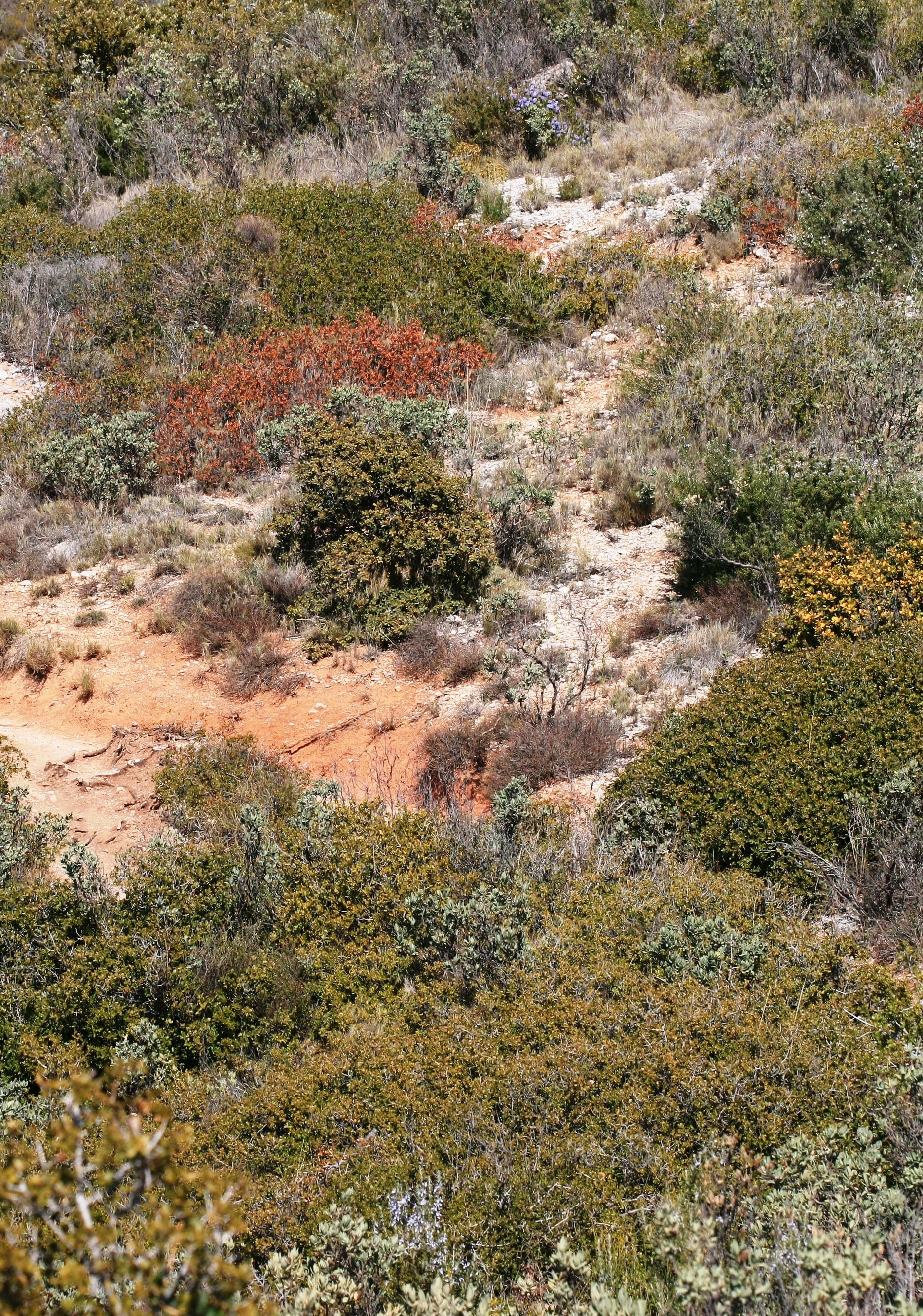
Végétation à l'ouest de la montagne, orientation approximativement sud-ouest.

### Versant nord
Le versant nord se présente sous l'aspect d'un vaste plan incliné couvert de végétation. Parmi les nombreuses espèces présentes sur ce versant, le Crocus est assez bien représenté sur les hauteurs ainsi que l'iris sauvage et la jonquille.
On peut aussi y voir des buis et diverses variétés d'arbustes.

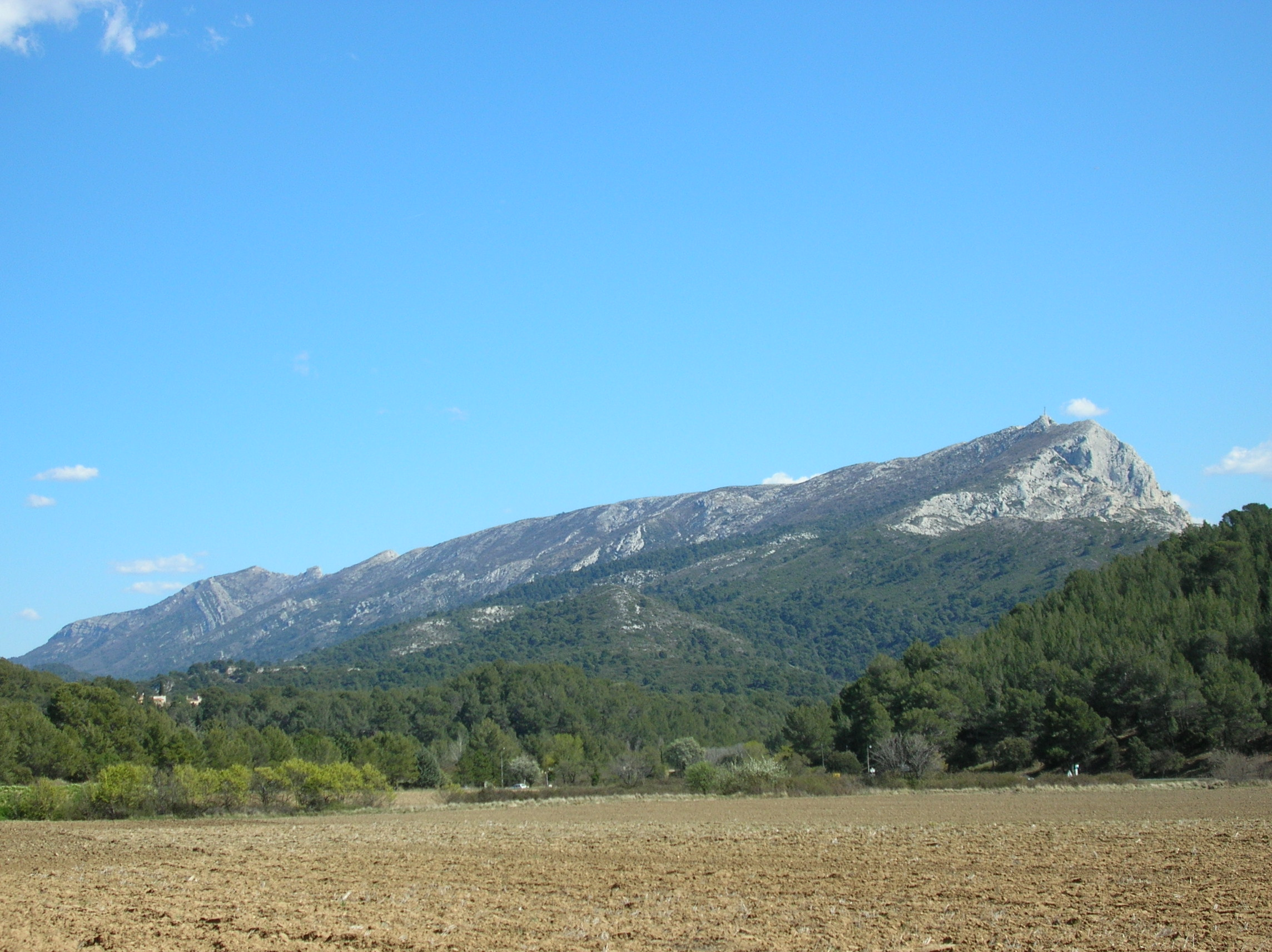
Vue depuis Saint-Marc-Jaumegarde.
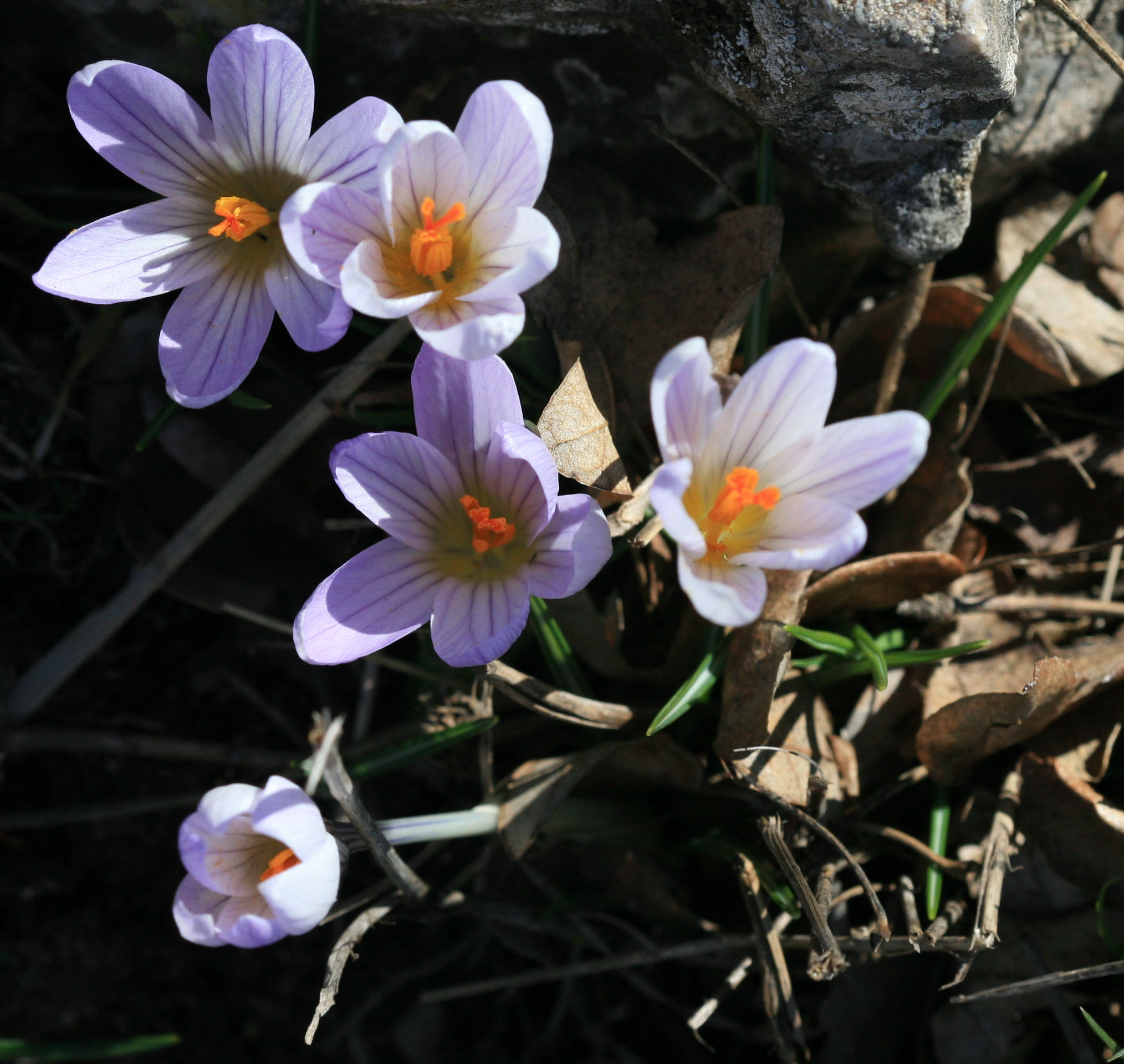
Crocus trouvés en altitude du versant nord.
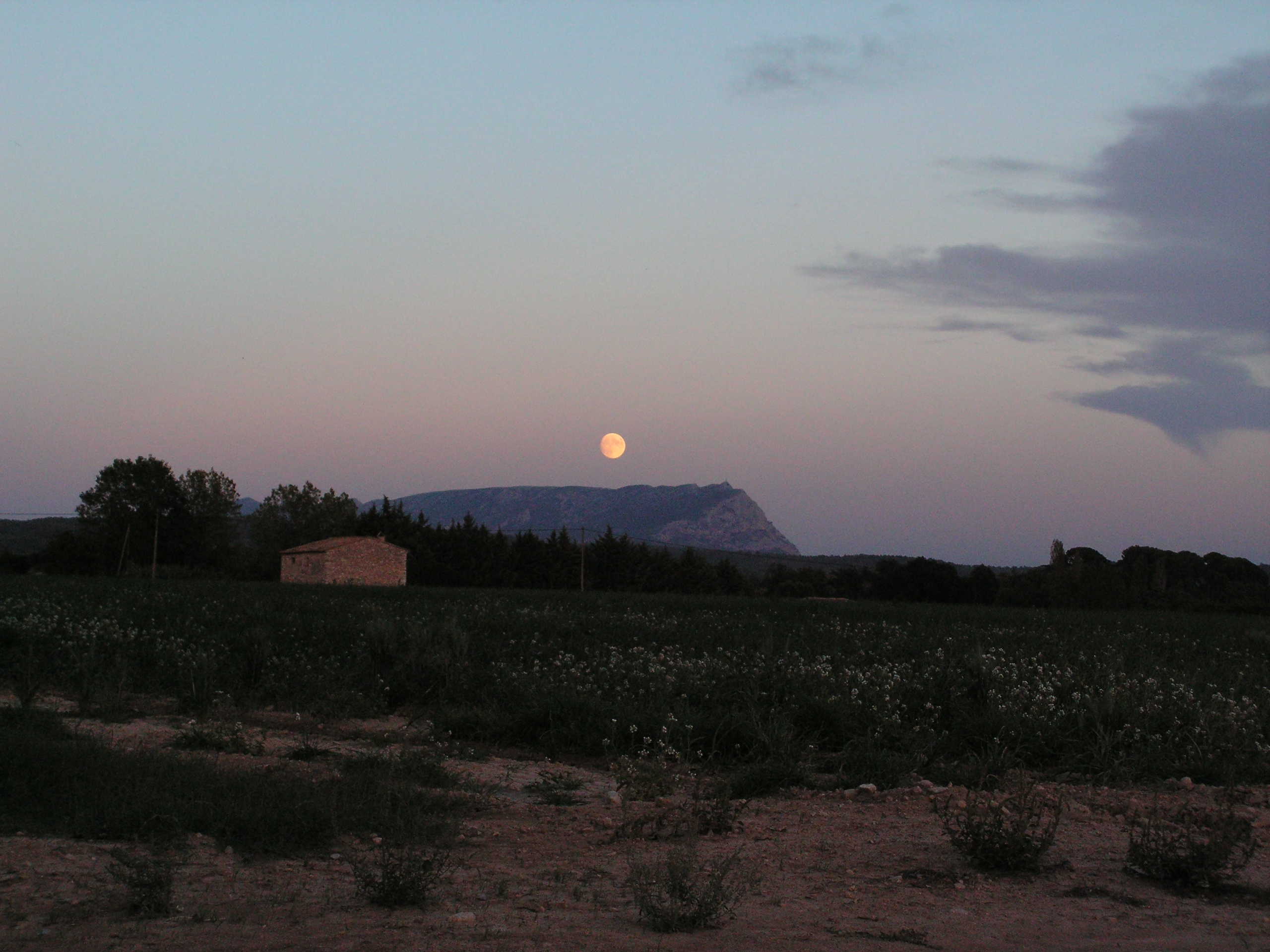
Vue depuis le chemin des Lauves.

## Histoire

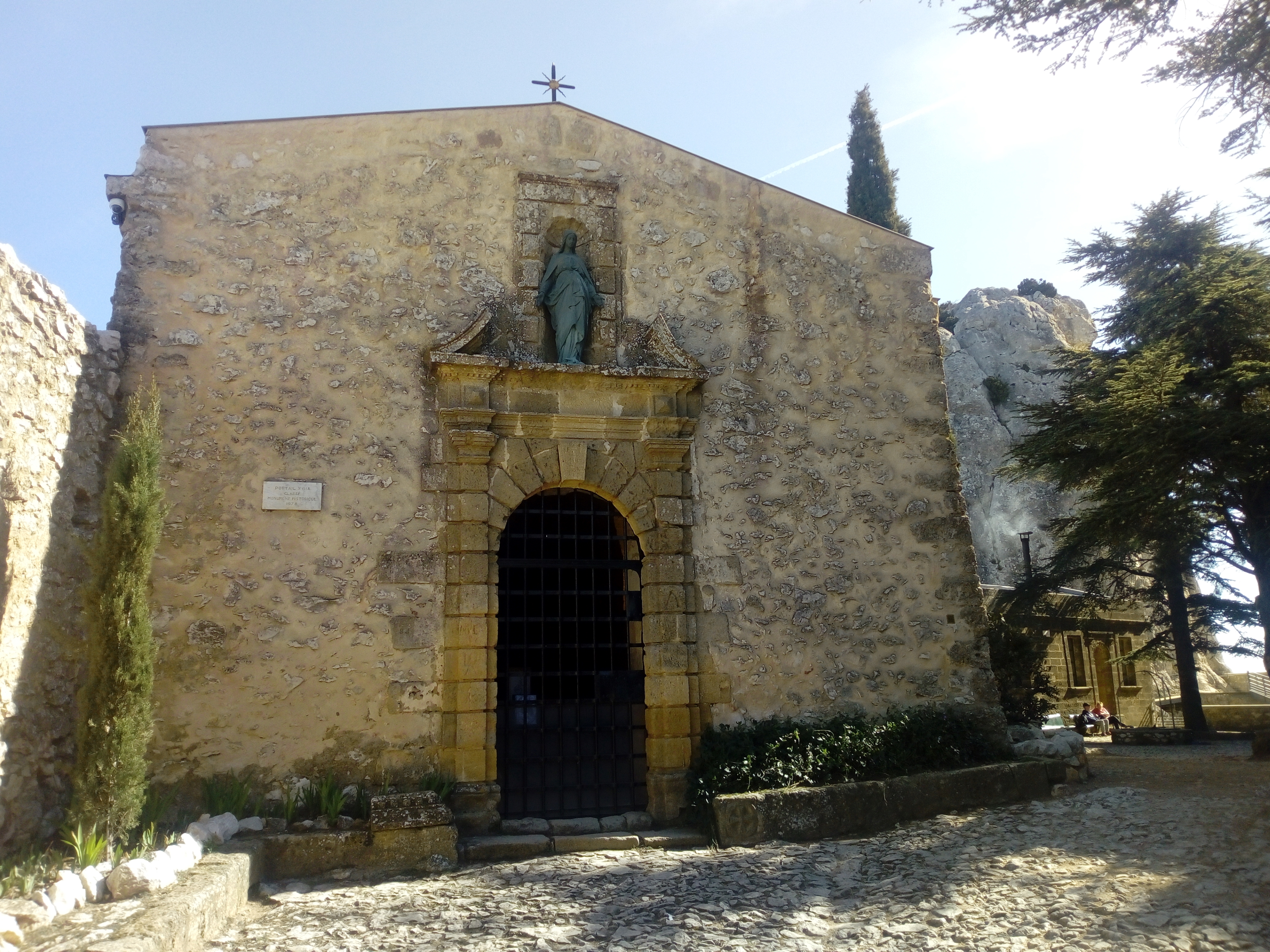
Portail de la chapelle Notre-Dame-de-Victoire.

Les vestiges celto-ligure des oppidum d'Untinos et de Bramefan attestent d'une présence ancienne sur les lieux. En 483, l'ermite saint Servin (saint Ser) vivant dans un ermitage à flanc de montagne, sur la commune de Puyloubier, est assassiné par des Wisigoths. Au XIIIe siècle, une chapelle est construite dans la grotte de l'ermite, au-dessus de l'actuelle auberge de Saint-Ser. Cette chapelle a été réhabilitée après l'incendie de 1989. Elle accueille chaque lundi de Pentecôte un pèlerinage à saint Ser, vénéré pour les maux d'oreille, car le roi Euric, à qui il adressait ses reproches, lui avait coupé les oreilles avant de le martyriser.
D'autres saints ont fréquenté la montagne : au Ier siècle, saint Maximin, premier évêque d'Aix-en-Provence, dont la légende affirme qu'il fut un des 72 premiers disciples du Christ, et qui est enterré à Saint-Maximin-la-Sainte-Baume ; au Ve siècle, saint Jean Cassien, fondateur de l'abbaye Saint-Victor de Marseille, aurait construit un petit ermitage à l'emplacement actuel du Prieuré, sous la croix de Provence. Cassien aurait séjourné quelque temps avec Lazare, évêque d'Aix et saint controversé. La riche communauté de Saint-Victor aurait commencé la mise en valeur des terres de Saint-Antonin dès la fin de l'époque romaine. Beaucoup plus tard, au XVIIIe siècle, c'est saint Benoît-Joseph Labre, saint itinérant, qui fréquente le massif et séjourna souvent à l'est d'Aix, sur le Montaiguet. Il reste de lui une chapelle à Palette (Le Tholonet) et un oratoire à Beaurecueil.
Entre 1850 et 1854 est construit le barrage Zola. Un autre barrage, le barrage de Bimont viendra compléter l'action du barrage Zola. Sa construction s'échelonnera de 1946 à 1951.
En 1875, une croix monumentale de 19 mètres de hauteur est inaugurée au sommet de l'éperon surplombant le prieuré, à une altitude de 946 mètres. Il s'agit de la 4e croix à cet emplacement, on retrouve les traces des précédentes jusqu'au XVIe siècle, un marin en détresse ayant alors fait vœu d'édifier une croix au sommet de la première montagne émergée qu'il rencontrerait. Cette croix est restaurée en 1982 et en 2004.
Une partie du massif de la Sainte-Victoire est classée en 1983. Mais, du 28 au 31 août 1989, un gigantesque incendie en ravage la face sud sur 5 000 hectares.
En février 1990, est créé le syndicat intercommunal du Massif Sainte-Victoire. En 1992, de nombreuses plantations sont réalisées afin de reboiser, mais à cause de l'incendie, la végétation a été très réduite, notamment les résineux. L'accès à la montagne est en grande partie interdit en période estivale. En août 2000, le Grand Site Sainte-Victoire est créé. Il s'agit d'un syndicat mixte départemental labellisé « Grand Site de France » depuis 2004, chargé de la mise en valeur et de la protection du milieu naturel et culturel ainsi que de la gestion de la fréquentation sur un territoire de près de 34 500 hectares dont un site classé de 6 525 hectares.

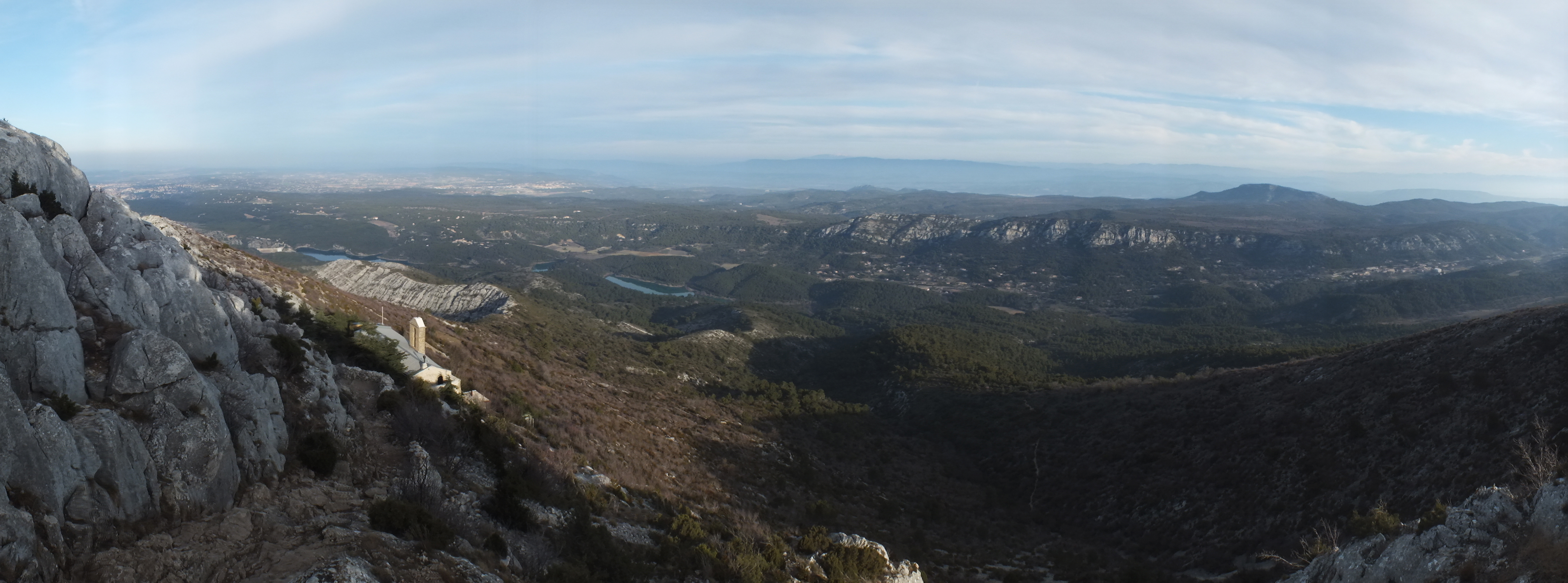
Prieuré de Sainte-Victoire.

## Économie

### Agriculture et productions

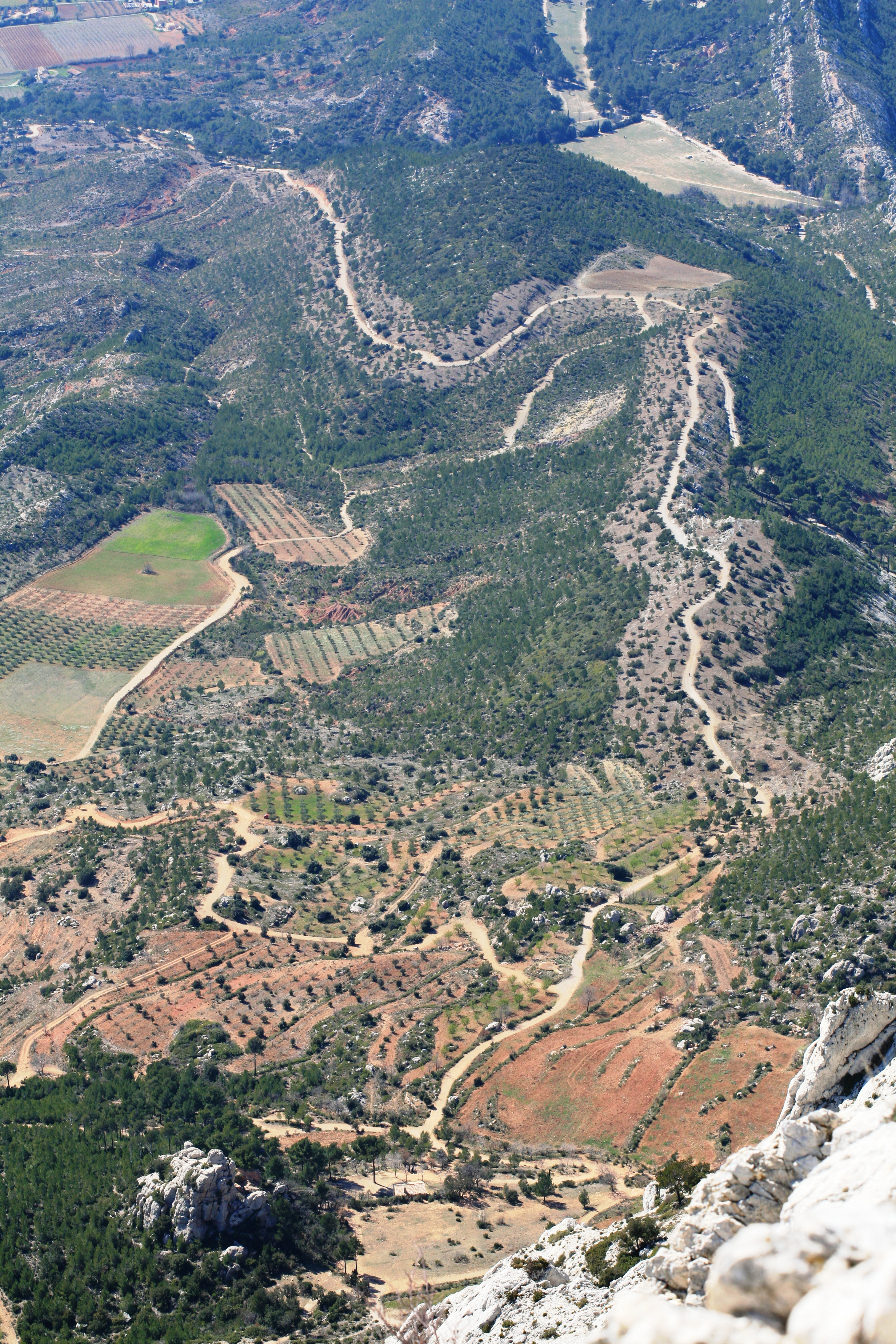
Vue sur les cultures et les sentiers de randonnée des parties basses au sud ouest de la montagne.

Au pied de la montagne, quelques vergers d'amandiers et d'oliviers (côté sud) et de la vigne. Cette dernière se développe rapidement, au point de gêner les apiculteurs à cause des épandages et ce, malgré une conversion assez généralisée au bio. Les cultures sèches (lavande, amandiers, herbes de Provence) régressent, de même que l'agro-pastoralisme, mis en difficulté par la présence avérée du loup et les difficultés économiques de la filière.
Une trentaine de coopératives ou caves privées produisent des vins de plusieurs cépages, sous l'appellation côtes-de-provence Sainte-Victoire. Leur rendement maximum est de 50 hl/ha, contre 55 hl/ha en général pour l’appellation côtes-de-Provence

### Tourisme

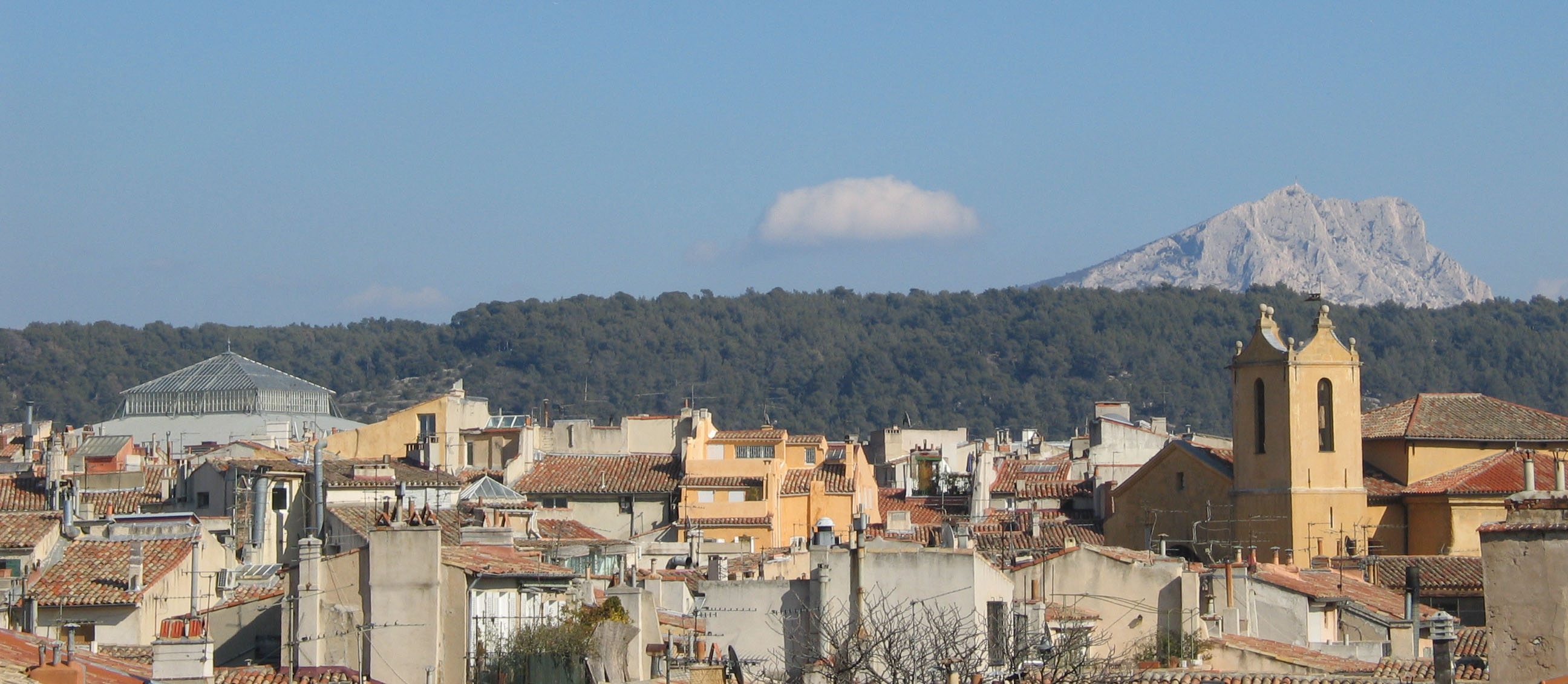
La Sainte-Victoire vue d'Aix-en-Provence (est).

Une étude publiée en janvier 2011 révèle que, entre mars 2009 et mars 2010, 930 000 personnes ont arpenté le site de Sainte-Victoire. La précédente étude concernait 1995, période à laquelle le massif avait accueilli 725 000 visiteurs. Cependant, une extrapolation sur la base des enregistrements des écocompteurs installés par le département des Bouches-du-Rhône, et qui mesurent la fréquentation sur les principaux accès, il est possible d'estimer la fréquentation en 2019 à plus de 1,5 million de visiteurs annuels. Cette fréquentation parfois excessive, compte tenu de l'image mythique de Sainte-Victoire et de la fragilité de certains espaces, préoccupe les élus locaux, les associations et les habitants. Une analyse récente de l'association pour Sainte-Victoire pose directement la question : « Faut-il encore promouvoir Sainte-Victoire ? ».
Pour permettre et réguler l'afflux de ces visiteurs, plusieurs parkings ont été aménagés le long de la route départementale 17 (versant sud) et de la RD 10 (versant nord). Mais à présent, le Grand Site tente de mettre en œuvre une gestion écologique plus globale du site, en cherchant à atténuer les impacts trop négatifs de la fréquentation, par exemple sur certaines espèces protégées, comme l'Aigle de Bonelli. Certains espaces sont interdits au public, par exemple en période de nidification. Certaines pratiques sont limitées, notamment le parapente à proximité des nids.
Des informations à jour sur les périodes d'accès autorisées sont fournies par le Grand Site ou par le département des Bouches-du-Rhône, qui gère un domaine public important en versant sud. Ce versant abrite la « Maison Sainte-Victoire » qui est un espace d'information comprenant un musée, des expositions thématiques, etc. Elle organise des randonnées sous la conduite d'animateurs et mène des actions de sensibilisation à l'environnement et de découverte du patrimoine.

### Exploitation des richesses du sous-sol
La montagne comporte une carrière d'où est tiré le marbre d'Aix : un agrégat de teinte rosée et de coupe composite, rappelant notoirement le marbre rose. Le marbre d'Aix provient d'un site d'effondrement de pierres et de sédiments situé sur la commune de Saint-Antonin-sur-Bayon. Souvent employé comme matériau de construction des villas huppées du pays aixois, il compose aussi les socles des sculptures léonines de la fontaine de la Rotonde, à Aix-en-Provence.
La carrière, qui n'est plus exploitée, est accessible à pied par les sentiers du massif. Le site d'extraction présente à la fois les marques de l'exploitation au burin, avec une paroi très irrégulière, et celles de l'exploitation au découpage par câble, avec une haute paroi inclinée en miroir.

## Environnement

### Site Natura 2000

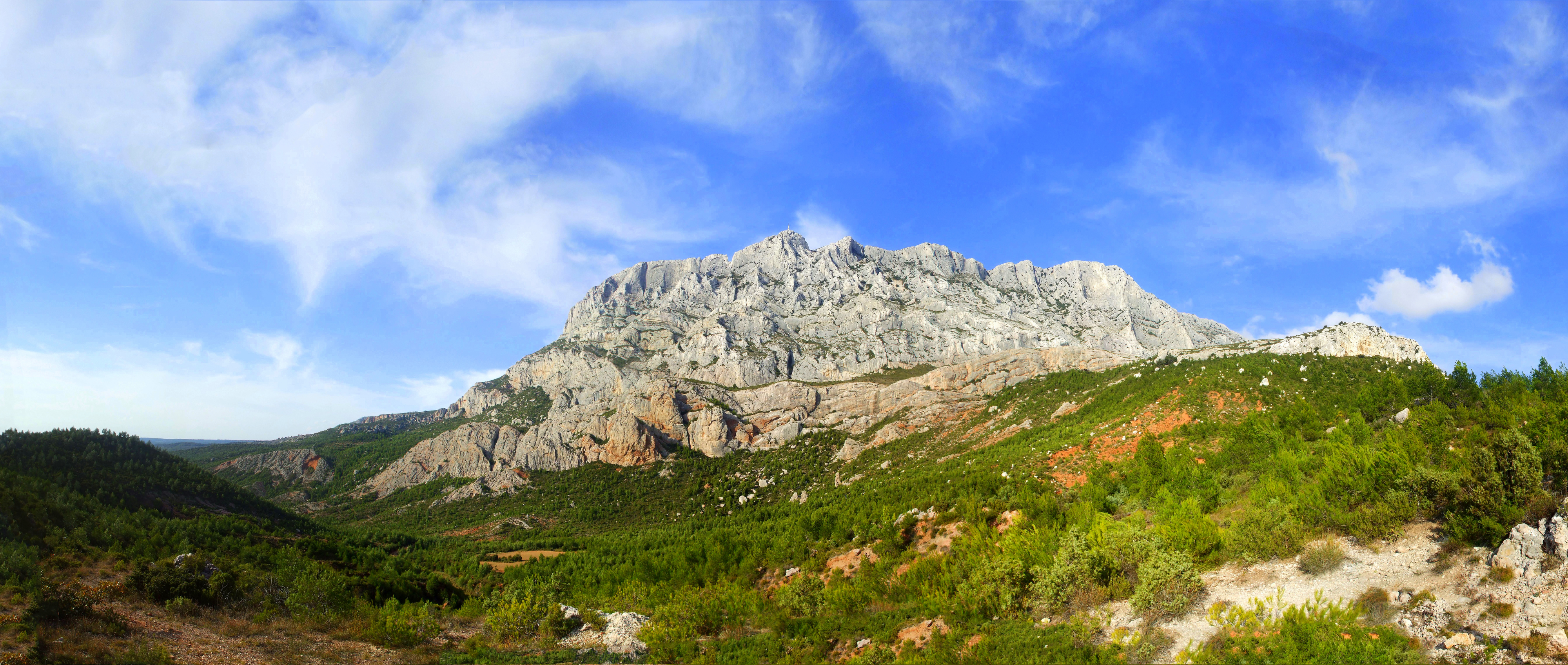
Montagne Sainte-Victoire avec vue sur la Croix de Provence.

#### La zone de protection spéciale
Au titre de la directive « oiseaux », la zone de protection spéciale (ZPS) « Montagne Sainte-Victoire » couvre onze communes, une surface totale de 15 493 hectares d'un seul tenant et se situe entre 246 et 1 016 mètres d'altitude.
La zone est à cheval sur deux départements, les Bouches-du-Rhône (59 %) et le Var (41 %). Huit communes des Bouches-du-Rhône sont concernées : Beaurecueil, Châteauneuf-le-Rouge, Jouques, Puyloubier, Rousset, Saint-Antonin-sur-Bayon, Saint-Marc-Jaumegarde et Vauvenargues, ainsi que trois communes du Var : Artigues, Esparron et Rians.
Parmi les nombreuses espèces animales présentes dans la zone, les oiseaux offrent une grande variété, certains étant protégés, soit résidents, soit simplement de passage (hivernage, lieu de reproduction, etc.) : l’Aigle botté (Hieraaetus pennatus), l’Aigle de Bonelli (Hieraaetus fasciatus), l’Aigle royal (Aquila chrysaetos), l’Alouette lulu (Lullula arborea), l’Autour des palombes (Accipiter gentilis), la Bécasse des bois (Scolopax rusticola), la Bondrée apivore (Pernis apivorus), le Bruant ortolan (Emberiza hortulana), le Busard Saint-Martin (Circus cyaneus), la Cigogne blanche (Ciconia ciconia), la Cigogne noire (Ciconia nigra), le Circaète Jean-le-blanc (Circaetus gallicus), le Crave à bec rouge (Pyrrhocorax pyrrhocorax), l’Engoulevent d'Europe (Caprimulgus europaeus), l’Épervier d'Europe (Accipiter nisus), le Faucon crécerelle (Falco tinnunculus), le Faucon émerillon (Falco columbarius), le Faucon pèlerin (Falco peregrinus), la Fauvette orphée (Sylvia hortensis), la Fauvette passerinette (Sylvia cantillans), la Fauvette pitchou (Sylvia undata), le Grand-duc d'Europe (Bubo bubo), la Grive litorne (Turdus pilaris), l’Hirondelle rousseline (Hirundo daurica), le Martinet à ventre blanc (Apus melba), le Milan noir (Milvus migrans), le Milan royal (Milvus milvus), le Monticole de roche (Monticola saxatilis), le Petit-duc scops (Otus scops), la Pie-grièche à tête rousse (Lanius senator), la Pie-grièche écorcheur (Lanius collurio), le Pipit rousseline (Anthus campestris), le Rollier d'Europe (Coracias garrulus), le Traquet oreillard (Oenanthe hispanica) et le Vautour percnoptère (Neophron percnopterus).

Oiseaux protégés présents sur la montagne Sainte-Victoire
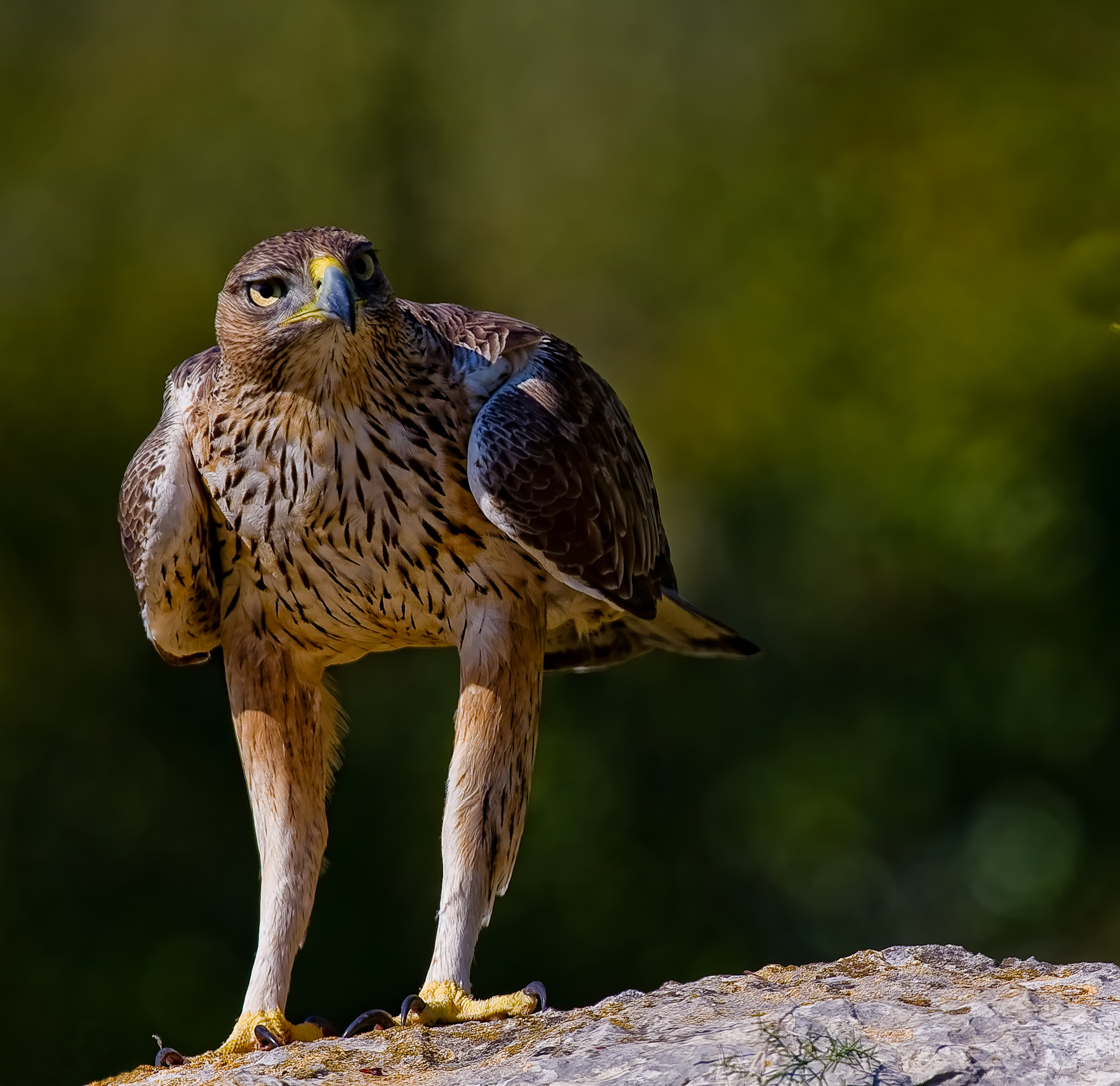
Aigle de Bonelli.
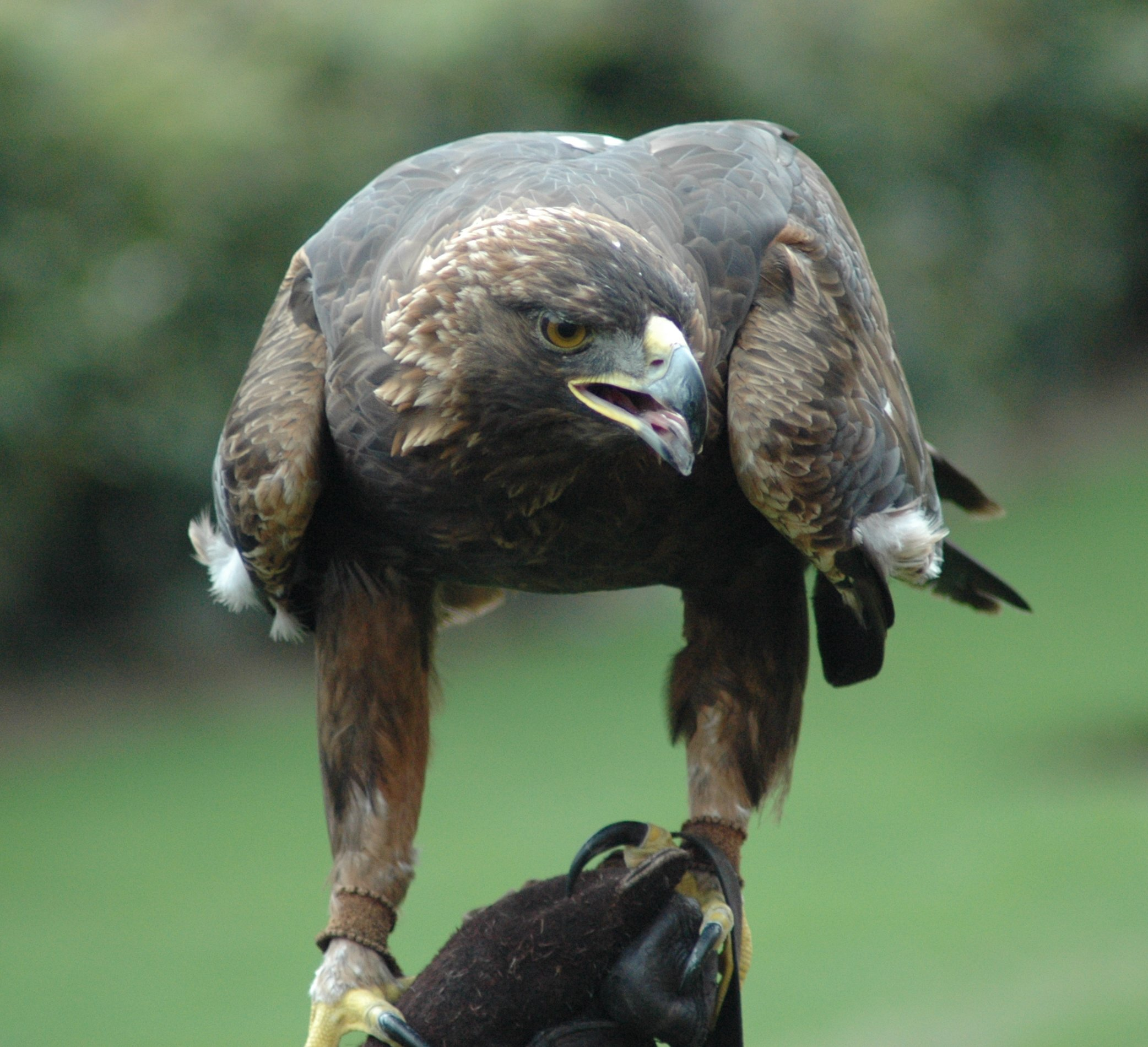
Aigle royal.
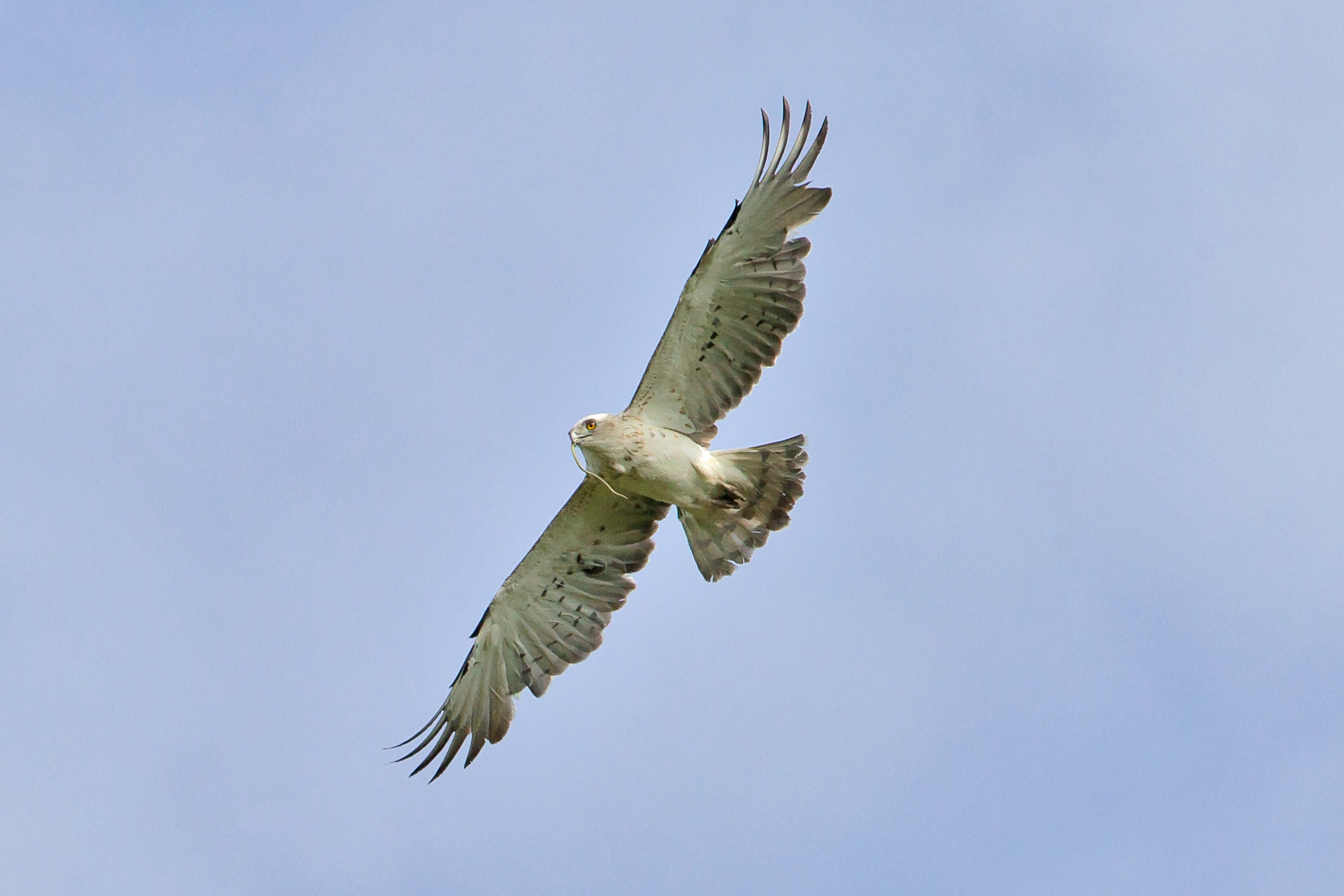
Circaète Jean-le-Blanc.
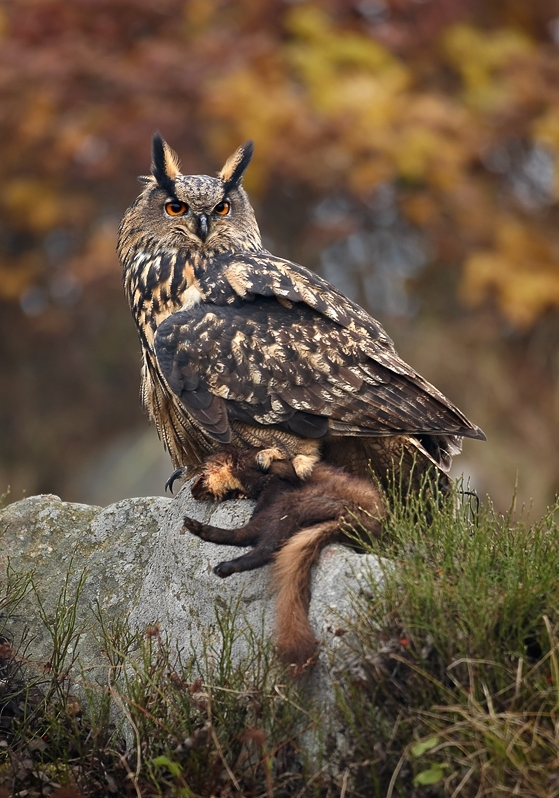
Grand-duc d'Europe ou Hibou grand-duc.
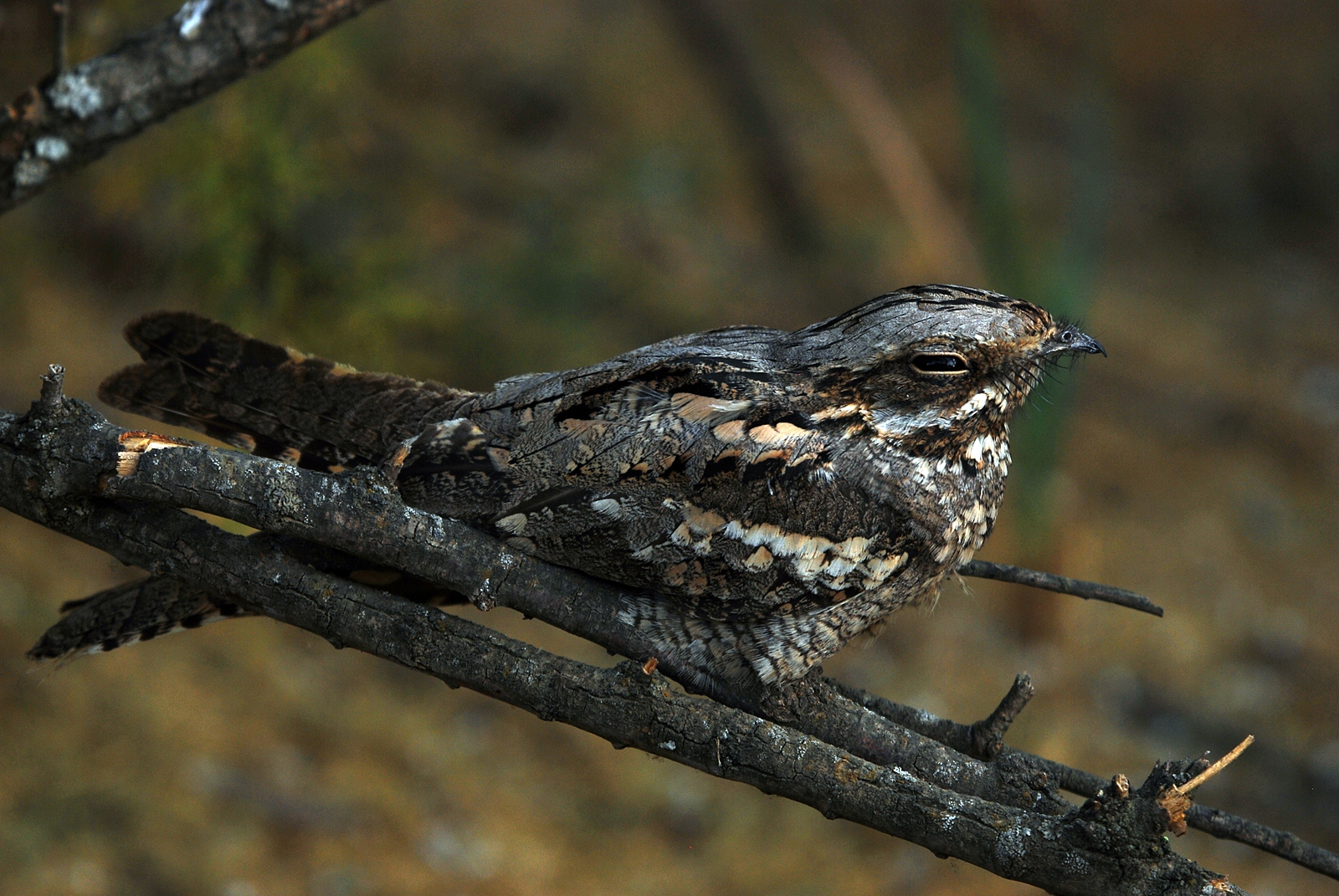
Engoulevent d'Europe.
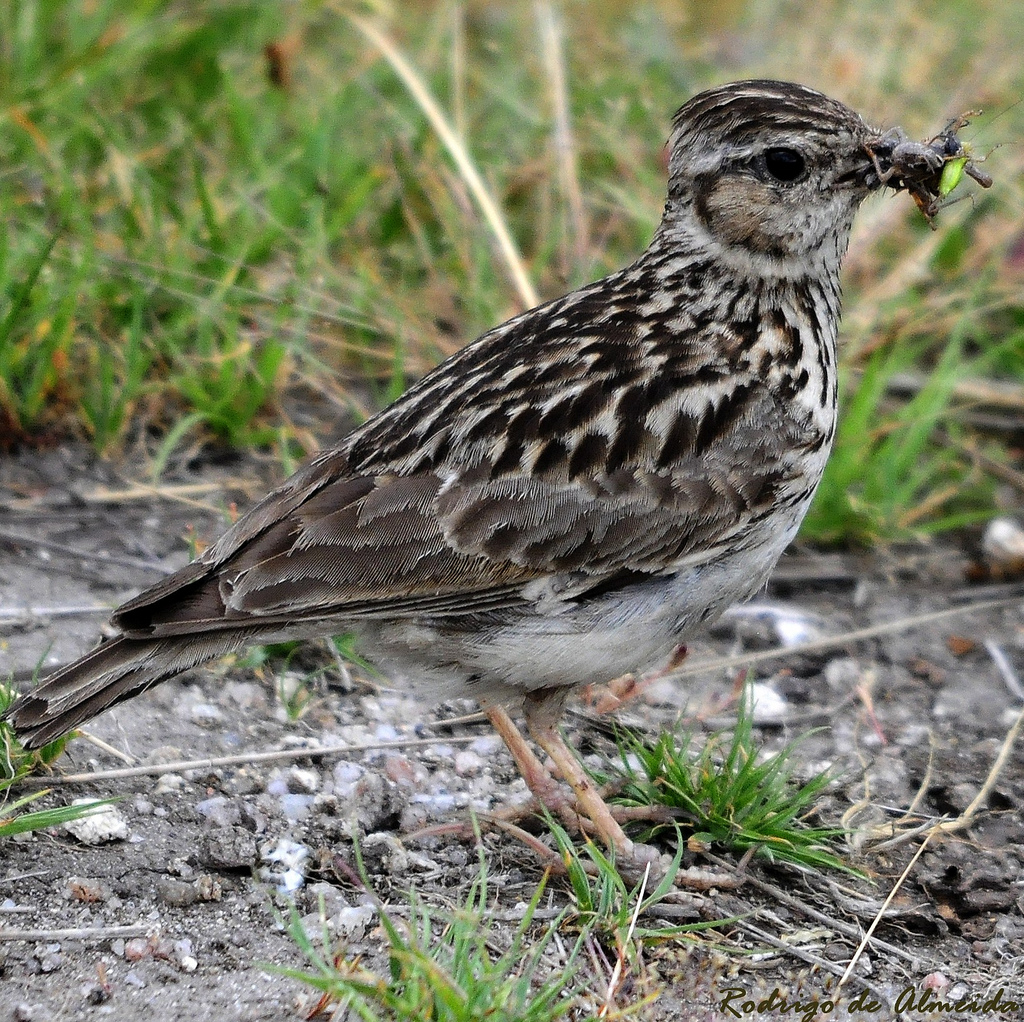
Alouette lulu.
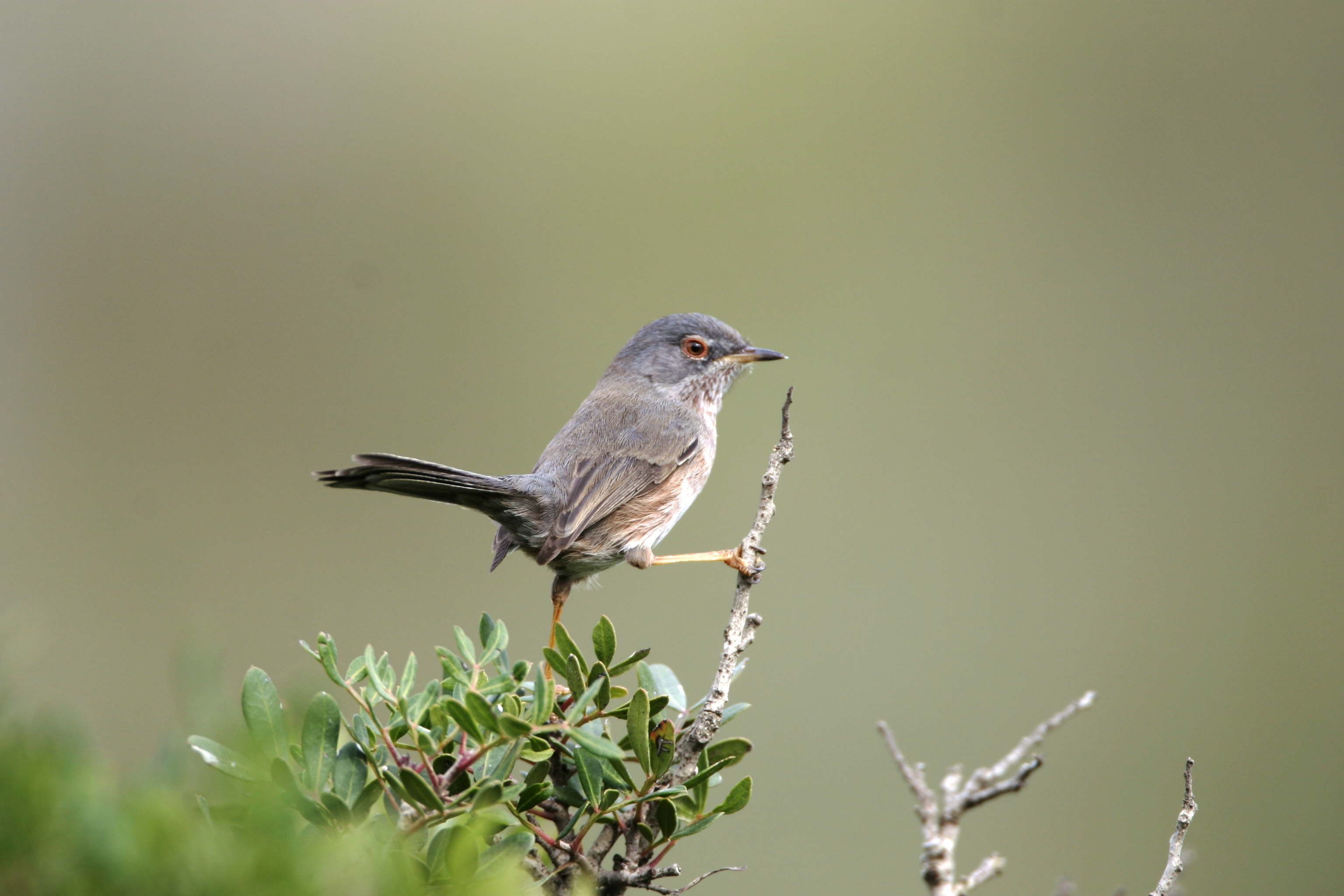
Fauvette pitchou.
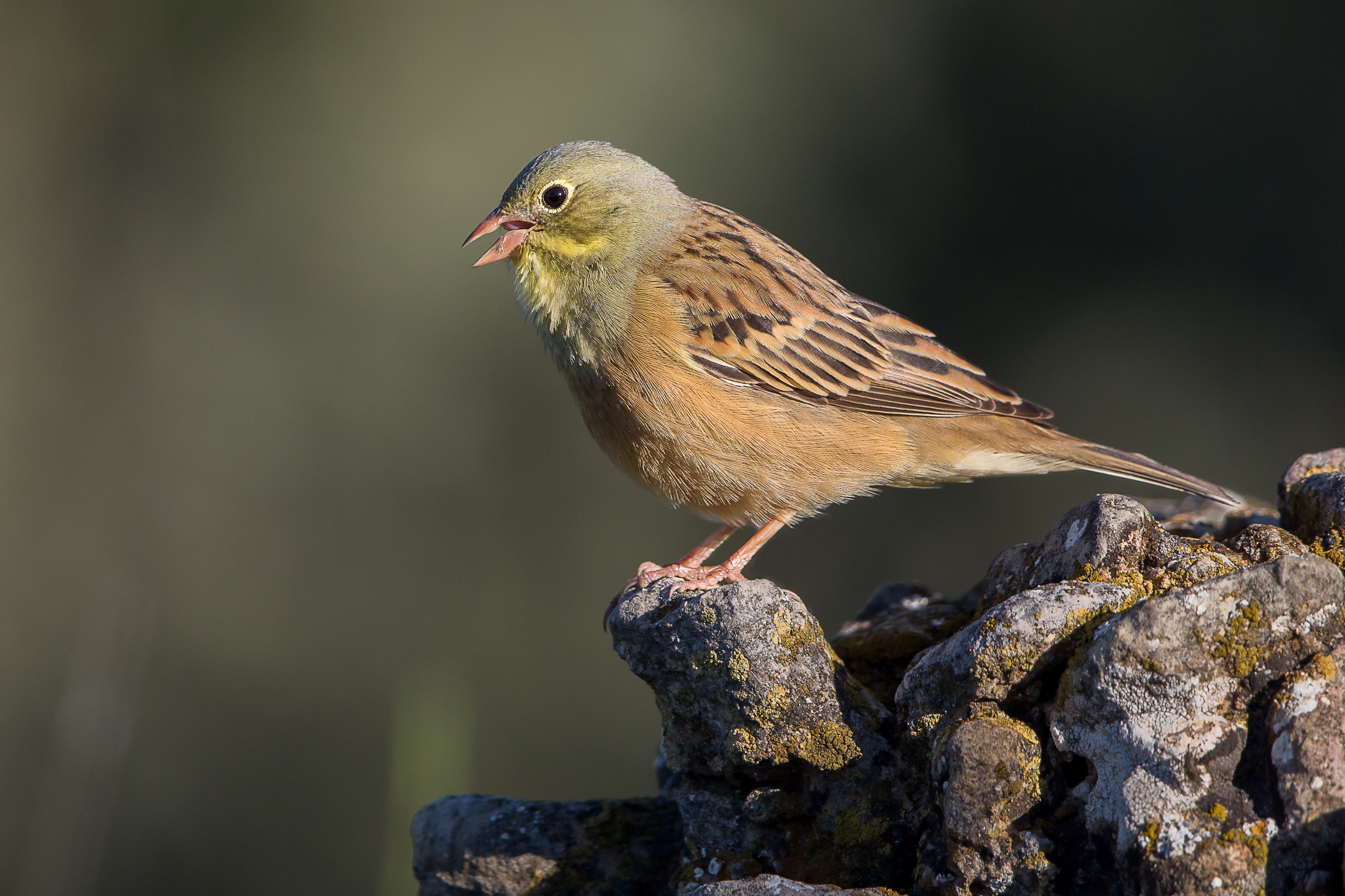
Bruant ortolan.

#### Le site d'intérêt communautaire
Dans le cadre de la directive « Habitats, faune, flore », la zone spéciale de conservation (ZSC) « Montagne Sainte-Victoire » a été définie.
Ce site couvre 32 759 hectares et comprend, outre les onze communes déjà incluses dans la zone de protection spéciale, six communes supplémentaires des Bouches-du-Rhône : Aix-en-Provence, Meyrargues, Peyrolles-en-Provence, Saint-Paul-lès-Durance, le Tholonet et Venelles, soit au total dix-sept communes.
Le site est composé de : Landes, Broussailles, Recrus, Maquis et Garrigues, Phrygana pour 30 %, Forêts caducifoliées, Forêts sempervirentes non résineuses et Rochers intérieurs, Éboulis rocheux, Dunes intérieures, Neige ou glace permanente pour 15 % chacun, Pelouses sèches, Steppes pour 10 %, Autres terres arables et Forêts de résineux pour 5 % chacun, Prairies semi-naturelles humides, Prairies mésophiles améliorées et Eaux douces intérieures (Eaux stagnantes, Eaux courantes) pour 2 % chacun et enfin Cultures céréalières extensives (incluant les cultures en rotation avec une jachère régulière) pour 1 %.

### Label Grand Site de France
Le label Grand Site de France est un label décerné par le ministère de l'Environnement.
En 1989, un syndicat intercommunal est créé à la suite des incendies pour permettre de mieux gérer la réhabilitation de l'ensemble du territoire. Il s'agit du syndicat mixte départemental des massifs Concors et Sainte-Victoire regroupant quatorze communes du périmètre Natura 2000 et couvrant un territoire de près de 34 500 hectares dont 6 525 sont classés.
Avec un projet de « mise en valeur et protection du milieu naturel et culturel », l'appellation « Grand Site Sainte-Victoire » apparaît en août 2000. La labellisation est obtenue le 17 juin 2004 soit environ quatre ans plus tard. Une nouvelle labellisation est demandée en 2019, sur un territoire élargi.
Parmi bien d'autres documents de gestion, il existe un plan intercommunal d'aménagement forestier et une charte forestière de territoire.

### Autres classements
Le classement initial du massif date de 1983 et concerne 6 525 hectares des communes d'Aix-en-Provence, Beaurecueil, Le Tholonet, Puyloubier, Saint-Antonin-sur-Bayon, Saint-Marc-Jaumegarde et Vauvenargues. Ce classement a été mis en œuvre par le Ministère de l'Environnement à la demande des associations, soucieuses d'une protection efficace d'un site remarquable, et face aux risques d'urbanisation croissante du pays d'Aix (qui s'est, de fait, développé davantage vers l'ouest).
Une réserve naturelle de 140 hectares a été créée en 1994 sur le flanc ouest du piémont de la Sainte-Victoire pour protéger un site géologique remarquable comprenant de nombreux fossiles, dont des œufs de dinosaures. Située au sein du parc départemental de Roques Hautes, cette réserve est interdite au public dans sa zone centrale.
Le château de Saint-Antonin-sur-Bayon est également inscrit en tant que monument historique (pour sa façade et sa toiture) par arrêté du 30 mars 1978. Son périmètre (hameau de Saint-Antonin) fait l'objet de mesures de protection sur le plan architectural. Selon John Rewald, spécialiste de Cézanne, le maître serait parfois venu sur place et aurait séjourné dans une fanière (bergerie en face du château). Cézanne est d'ailleurs mort en allant peindre sur le chemin de Saint-Antonin, en face du Bouquet, non loin de l'actuel refuge Cézanne (hameau du Trou).
Enfin, depuis 1959 (décret Malraux), la route Cézanne, qui offre des vues lointaines sur la Sainte-Victoire, est classée sur 4,690 km entre Aix-en-Provence et le Tholonet. Plusieurs associations, en particulier l'association pour Sainte-Victoire, collectif regroupant la plupart des associations actives sur le massif, demandent la « sanctuarisation » de l'ensemble de la RD 17, route qui va d'Aix jusqu'à Puyloubier, le long de la face sud de la Sainte-Victoire. Ce classement Malraux a été perdu en 2016 à la suite d'un « toilettage » des protections considérées comme inutiles. La raison donnée est que le PLU du Tholonet serait suffisamment protecteur pour préserver les abords de la route.

### Un parc éolien proche de la Sainte-Victoire
Une vingtaine d’éoliennes de 125 mètres de haut, accusées de défigurer le paysage provençal en arrière-plan de la montagne Sainte-Victoire, ont été installées sur les communes d’Artigues et d’Ollières.

### Protection contre l'incendie
En raison des risques d'incendie, l'accès au massif est réglementé du 1er juin au 30 septembre (accès limité en période de forte chaleur, interdiction totale en cas de vent, etc.). Chaque année, un arrêté préfectoral définit la durée et la nature des interdictions qui sont ensuite modulées jour après jour en fonction des conditions météorologiques.

## Aménagements, architecture

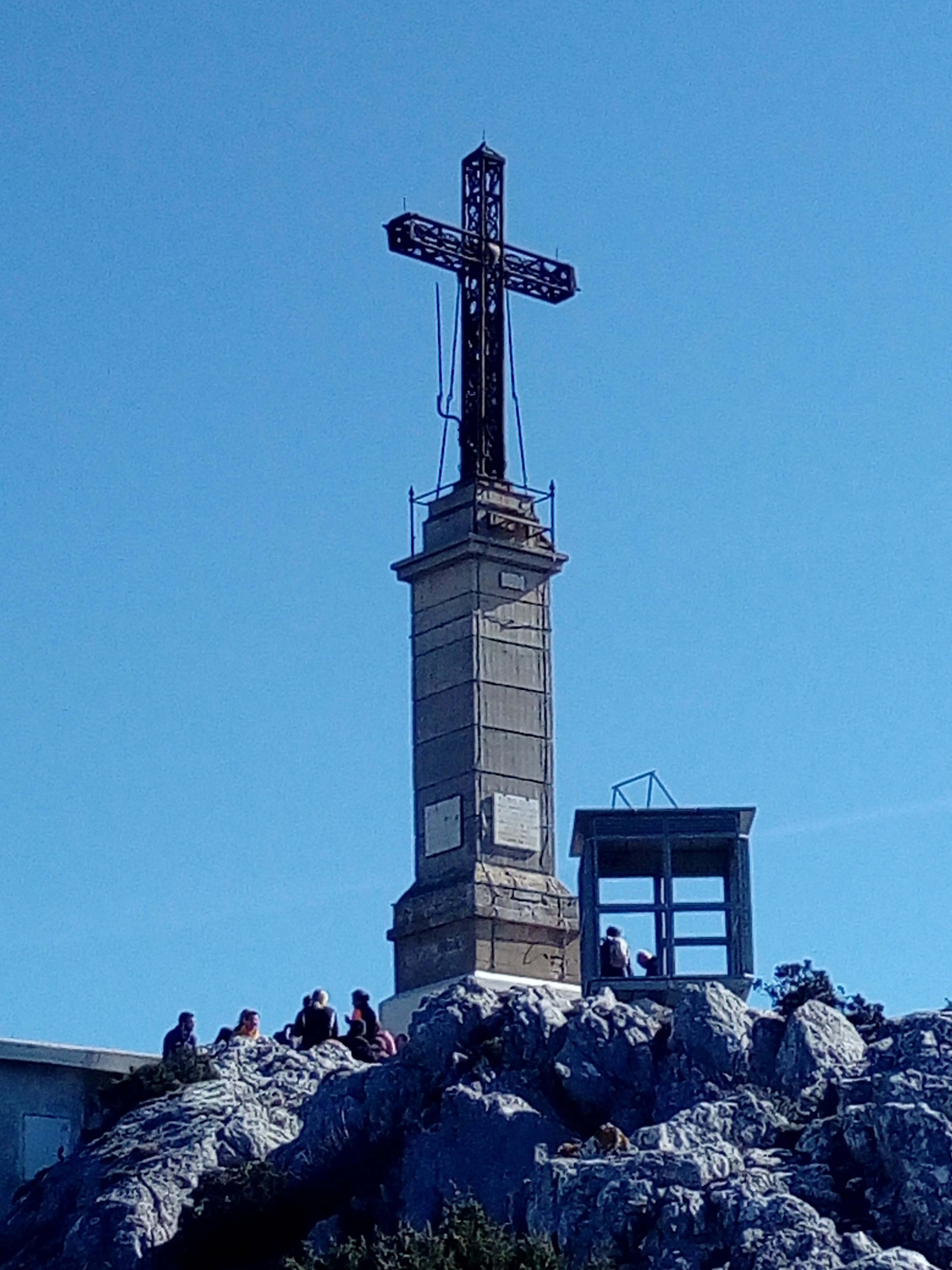
La croix de Provence.

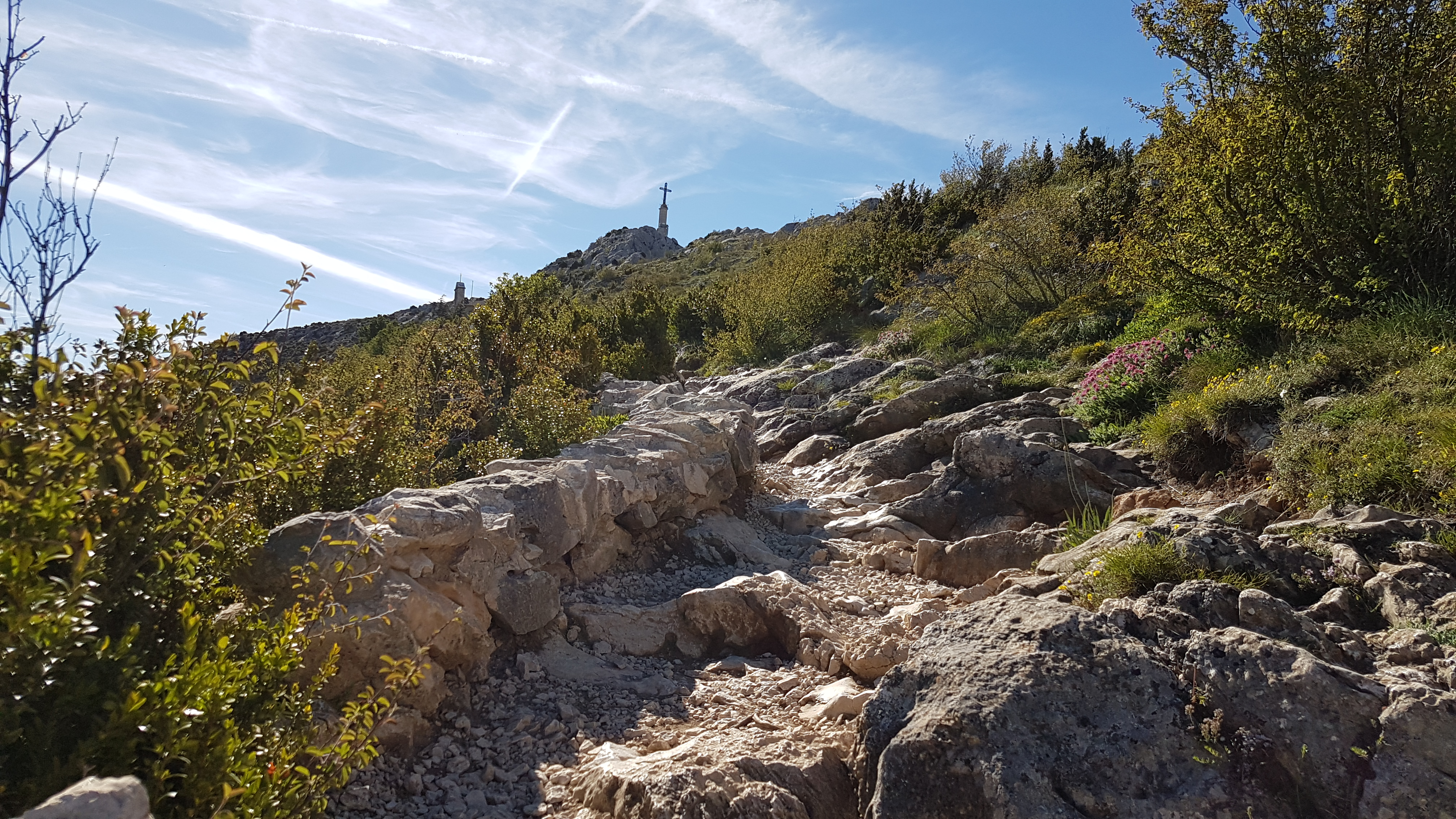
Sentier menant à la croix de Provence.

Une croix, dite « croix de Provence », est visible à des kilomètres à la ronde. La croix, datant de 1875, fut restaurée une première fois en 1982, puis en 2004, où l'ensemble de l'ancien socle a été remplacé par un parement de béton armé de couleur proche de la pierre, formant un banc périphérique d'où on aperçoit le paysage provençal sur 360°. La « croix de Provence » est un point remarquable du massif : celle-ci, haute de 19 mètres, a été posée non sur le point culminant mais sur un pic (946 mètres), qui, de par sa forme, se détache bien plus du massif que le pic des Mouches.
Elle surplombe un prieuré du XVIIe siècle en cours de restauration. La chapelle Notre-Dame-de-la-Victoire est à 885 m d'altitude. Elle fut construite en 1657, comme l'atteste le millésime gravé sur le fronton. Juste à côté de la chapelle, un ancien bâtiment de vie des moines, appelé familièrement « monastère », récemment restauré par les Amis de Sainte-Victoire, est un refuge en accès libre, sauf quelques jours de fermeture par an. Dans la petite terrasse adjacente, qui offre une vue vers le sud, se situent une citerne et l'ancien escalier qui permettait aux moines de descendre dans leur jardin de la face sud. L'ouverture rectangulaire qui donne à la fois vue et ensoleillement à cette terrasse est artificielle. Elle a été creusée au XVIIe siècle.
Deux autres lieux constituent également des refuges sommaires non gardés dans la montagne Sainte Victoire : le refuge Cézanne et le refuge Baudino.
Au pied de la face sud, le petit village de Saint-Antonin-sur-Bayon comporte quelques maisons autour de son château (bastide du XVIIIe siècle sur des fondations très anciennes) et de ses bâtiments paroissiaux datant également du XVIIIe siècle (église avec un retable sculpté et presbytère transformé en gîtes). Le village possède aussi une chapelle romane datant du XIe siècle (restaurée en 2011) et un écomusée situé dans une ancienne porcherie (maison Sainte-Victoire). Selon John Rewald, spécialiste américain de Cézanne, le peintre séjournait parfois dans la bergerie de ce village quand il venait peindre la montagne.
Un peu plus à l'est, toujours sur la face sud, la chapelle de Saint-Ser, détruite par un éboulement en 1990, a été entièrement restaurée au début des années 2000. Au sud-ouest de la Croix de Provence, l'ancien hameau du Trou a fait l'objet d'une restauration récente (arches de l'ancienne chapelle, aire à blé, fondations de maisons), juste à côté du refuge Cézanne, mais actuellement fermé. Enfin l'oppidum d'Untinos, au-dessus de Saint-Antonin, a été habité à diverses époques (habitat celto-ligure, ruines du Vieux-Château) et a probablement servi de vigie à l'époque romaine.
Un aqueduc remarquable, dont on peut encore voir les vestiges le long du CD17 qui va de Saint-Antonin à Aix, conduisait l'eau de Sainte-Victoire vers Aix, depuis un captage situé en amont du village de Saint-Antonin.
Au piémont du versant nord, sont présents le château de Vauvenargues, datant du XIVe siècle, et diverses bastides.

## Activités
Pendant les périodes d'accès libre, cette zone accidentée est le terrain de prédilection pour la randonnée pédestre, le trail, le vélo tout terrain, l'escalade, le parapente et plus modestement pour la spéléologie. Les alentours de la montagne Sainte-Victoire sont également propices à la pratique du cyclotourisme.
On y trouve quelques abris dont il convient de s'assurer de la disponibilité (travaux, fermeture éventuelle, etc.) :
- le refuge du Prieuré, à proximité de la croix de Provence ;
- le refuge Baudino, situé en face sud, ouvert, est libre d'accès mais non gardé. Il permet d'héberger quelques randonneurs ou grimpeurs et comprend un rez-de-chaussée avec poêle et un étage (dortoir sommaire) pouvant accueillir 8 visiteurs ;
- le refuge Cézanne, en face sud.

### Randonnée pédestre
La montagne Sainte-Victoire est parcourue de nombreux sentiers de randonnée pédestre de difficulté variable qui permettent, depuis les versants nord ou sud, d'atteindre la crête sommitale et de la longer par le sentier de grande randonnée (GR9). La difficulté de certains de ces sentiers n'est pas à sous-estimer, avec parfois des passages d'escalade équipés ou non de chaînes ou de mains courantes. L'ombre est rare dans un massif où il peut faire très chaud, notamment dans la face sud où la nature du rocher et les falaises accentuent les effets de la chaleur.
Parmi les sentiers, ceux du pas du Moine, de l'oppidum et la montée vers Lou Garagai et du col de Saint Ser sont sur le versant sud ; le sentier des Venturiers et celui des Plaideurs sont sur le versant nord. Le GR9 permet de relier les deux versants.

Sentier menant à la croix de Provence depuis le plan de l'enchois
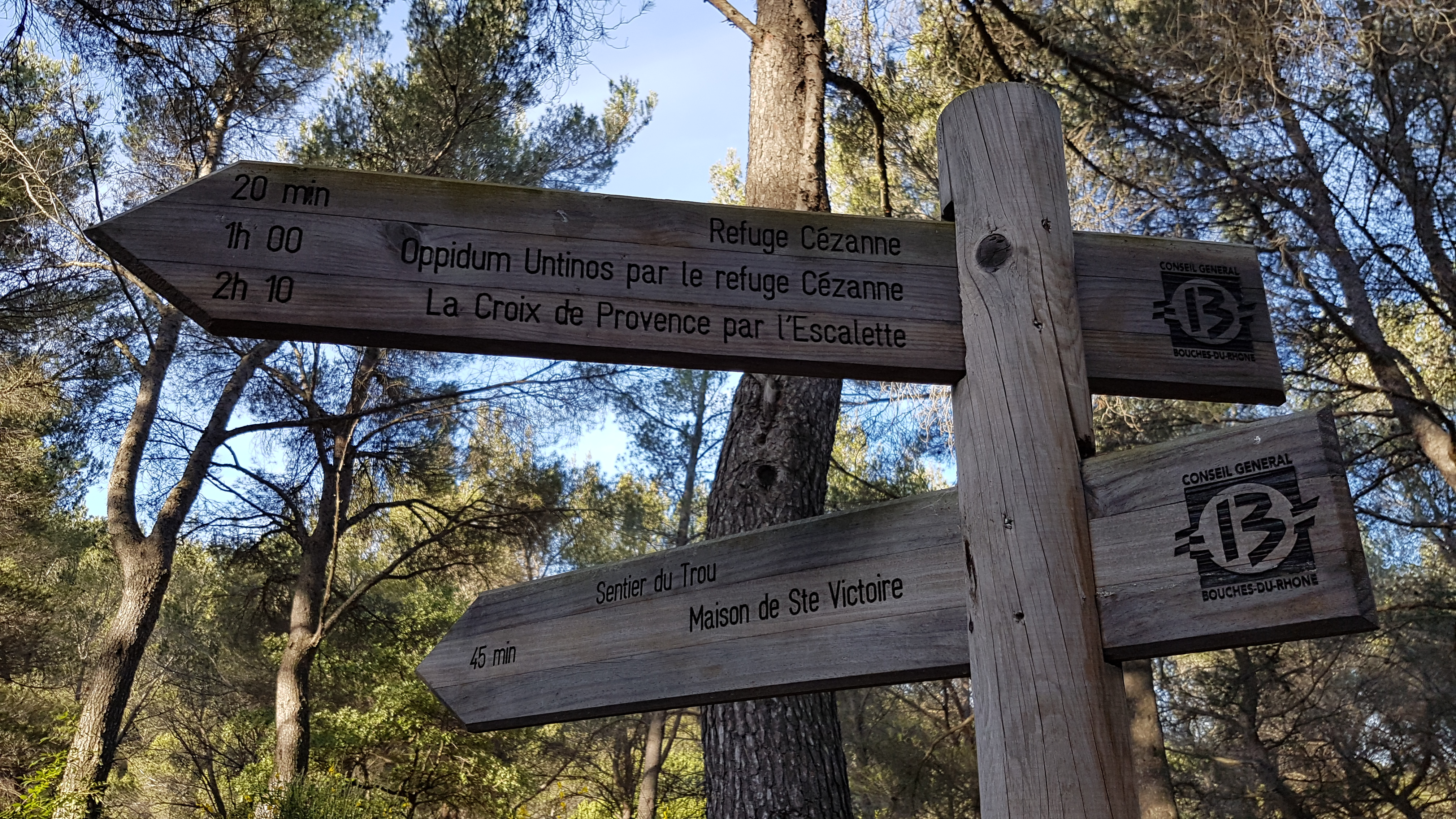
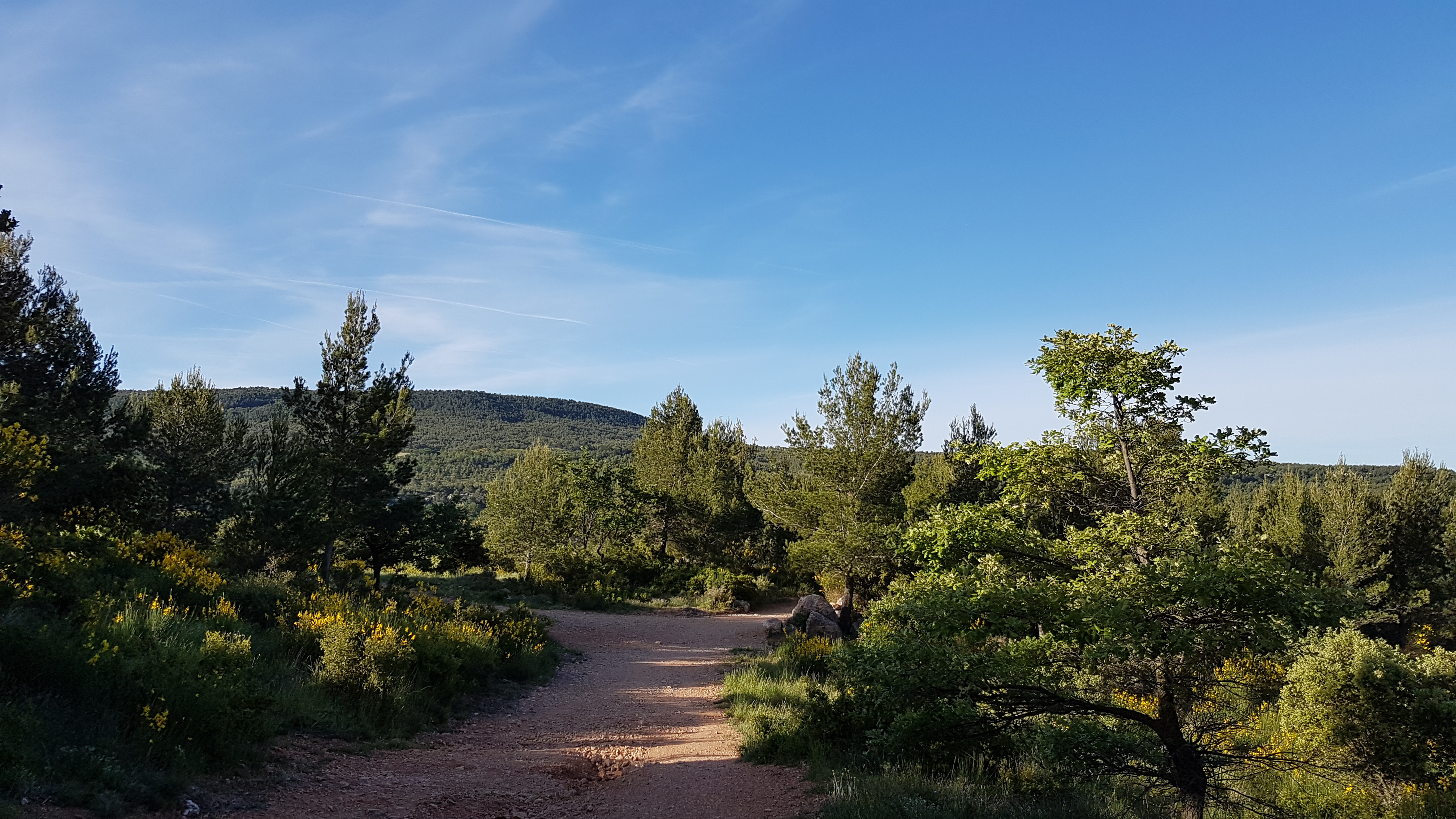
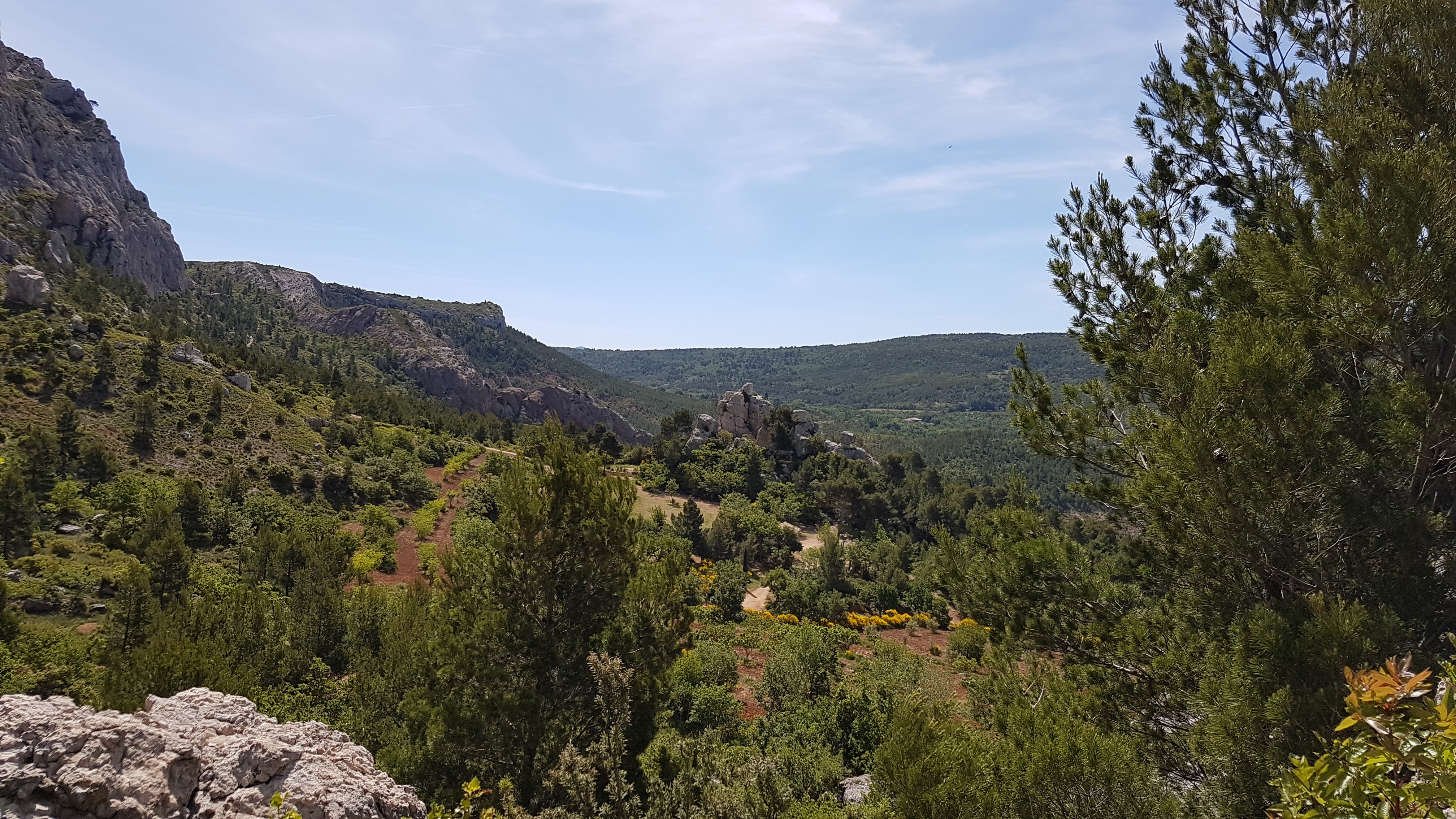
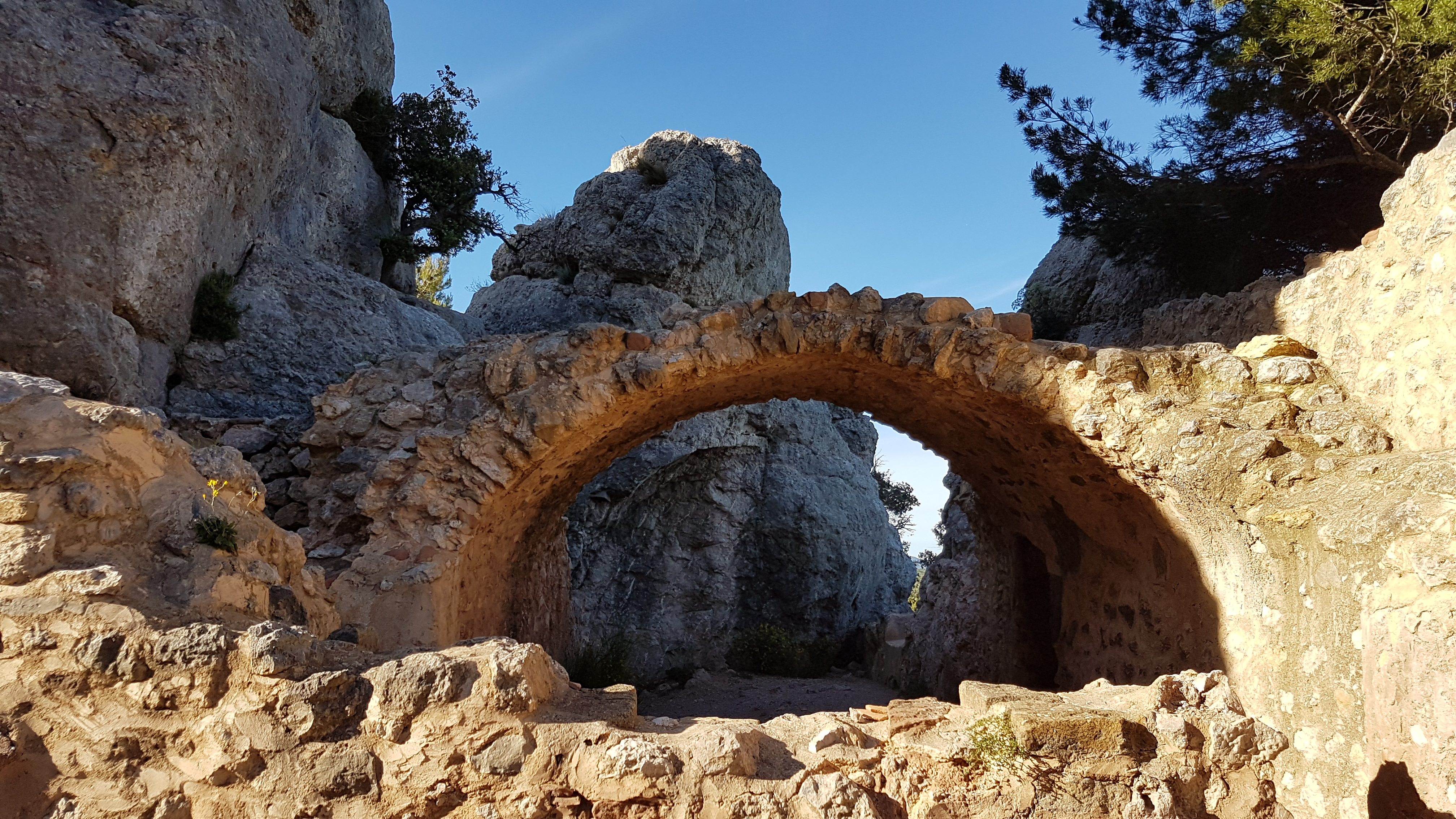
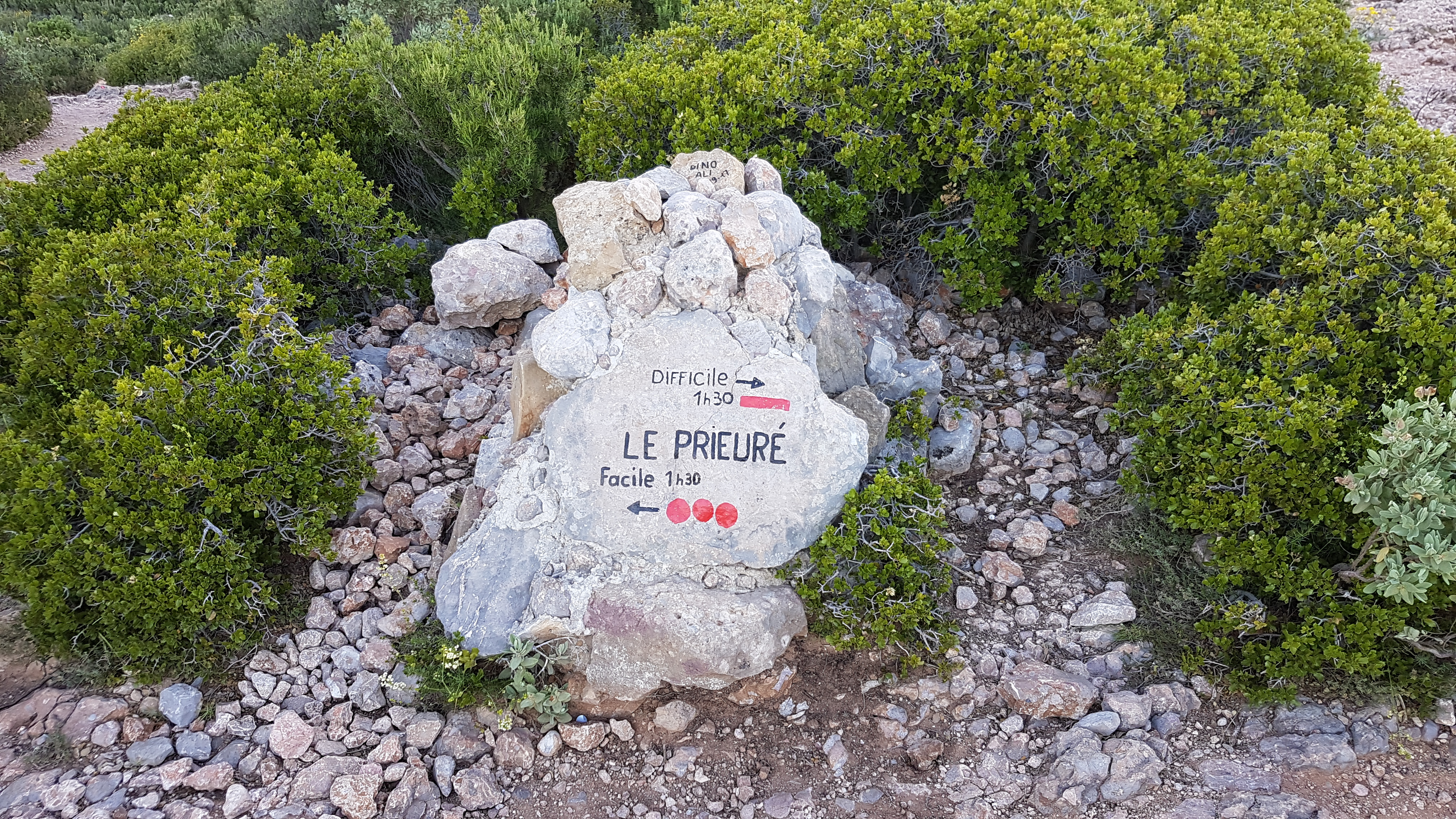
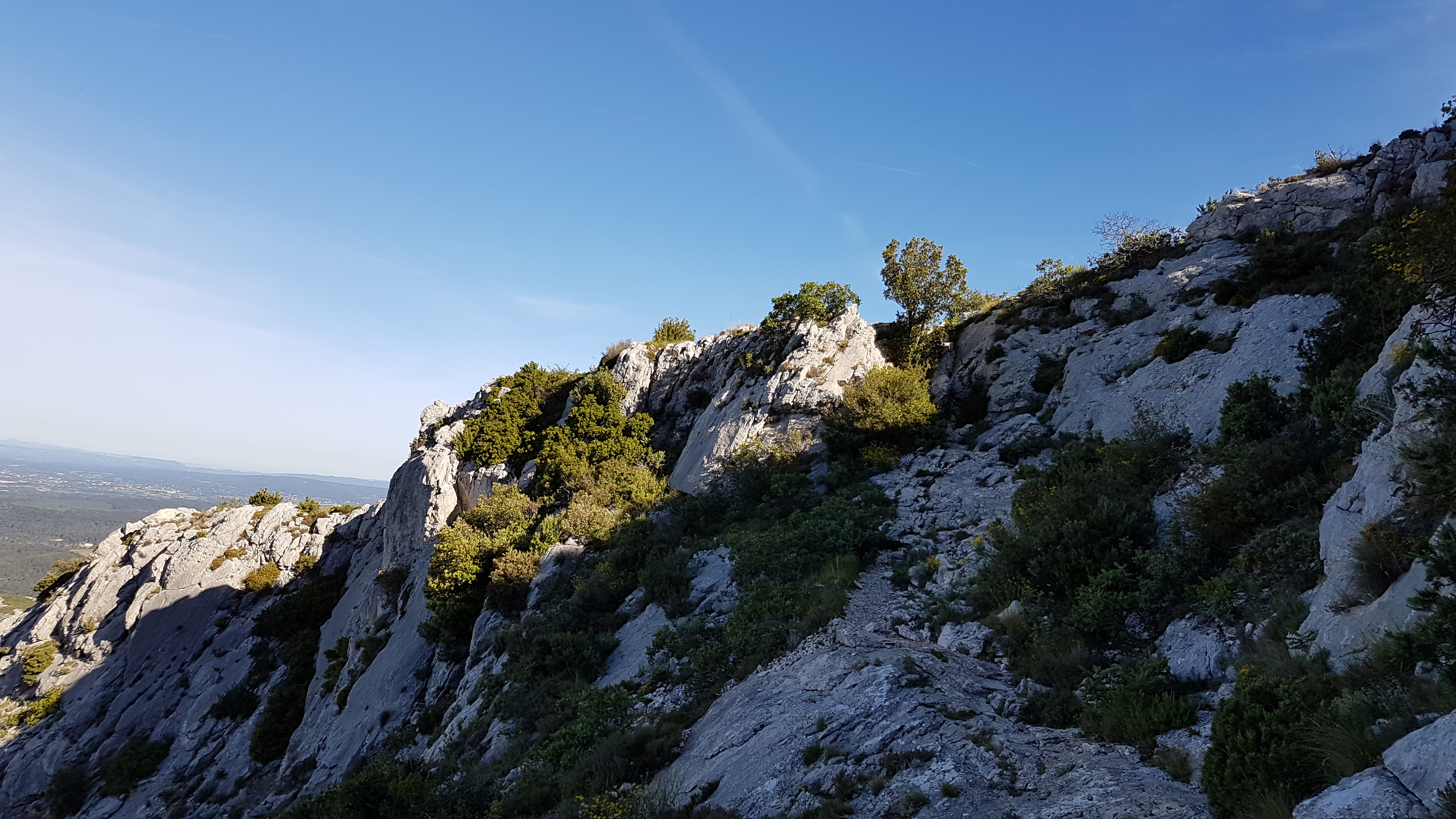
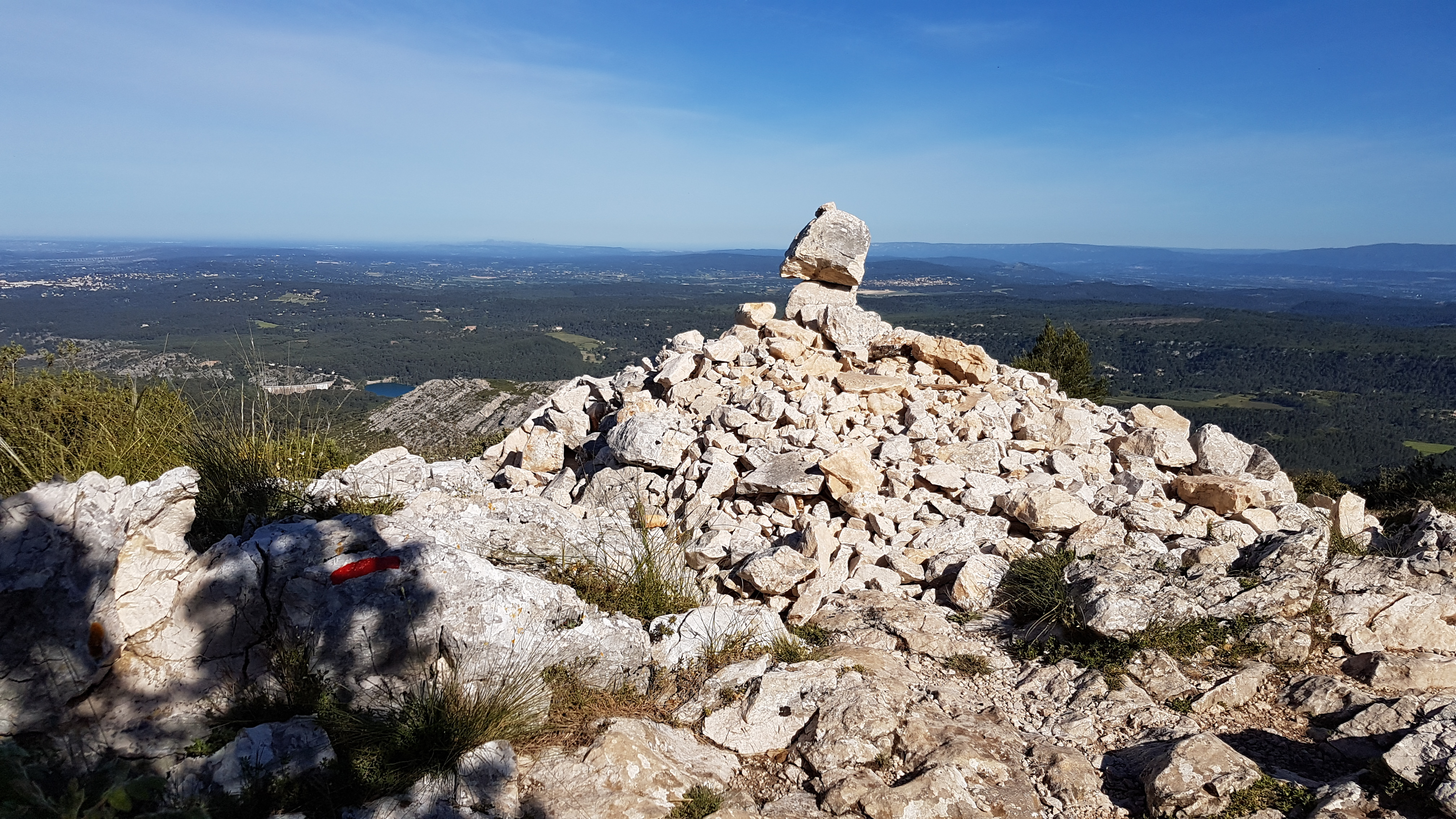
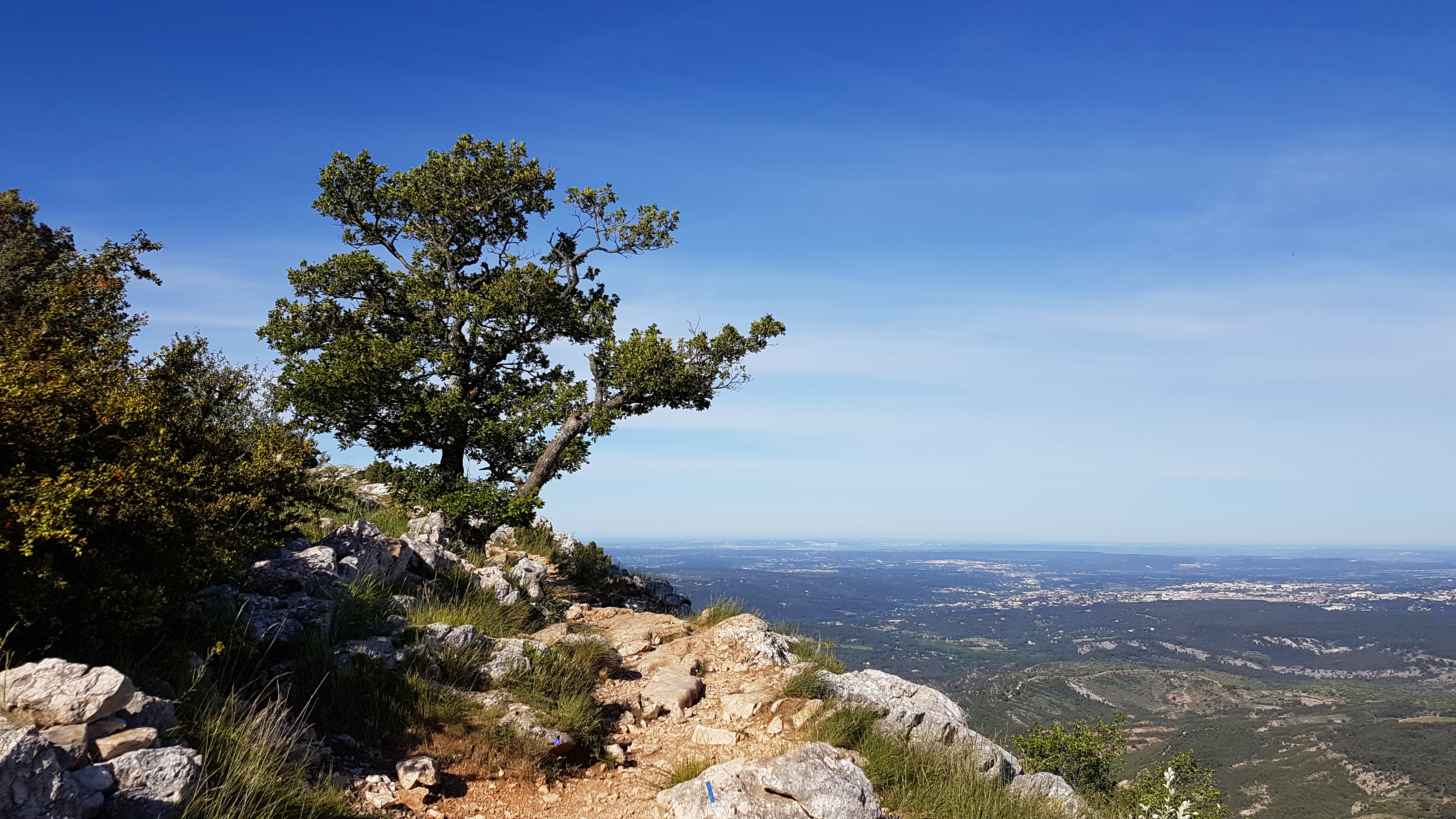
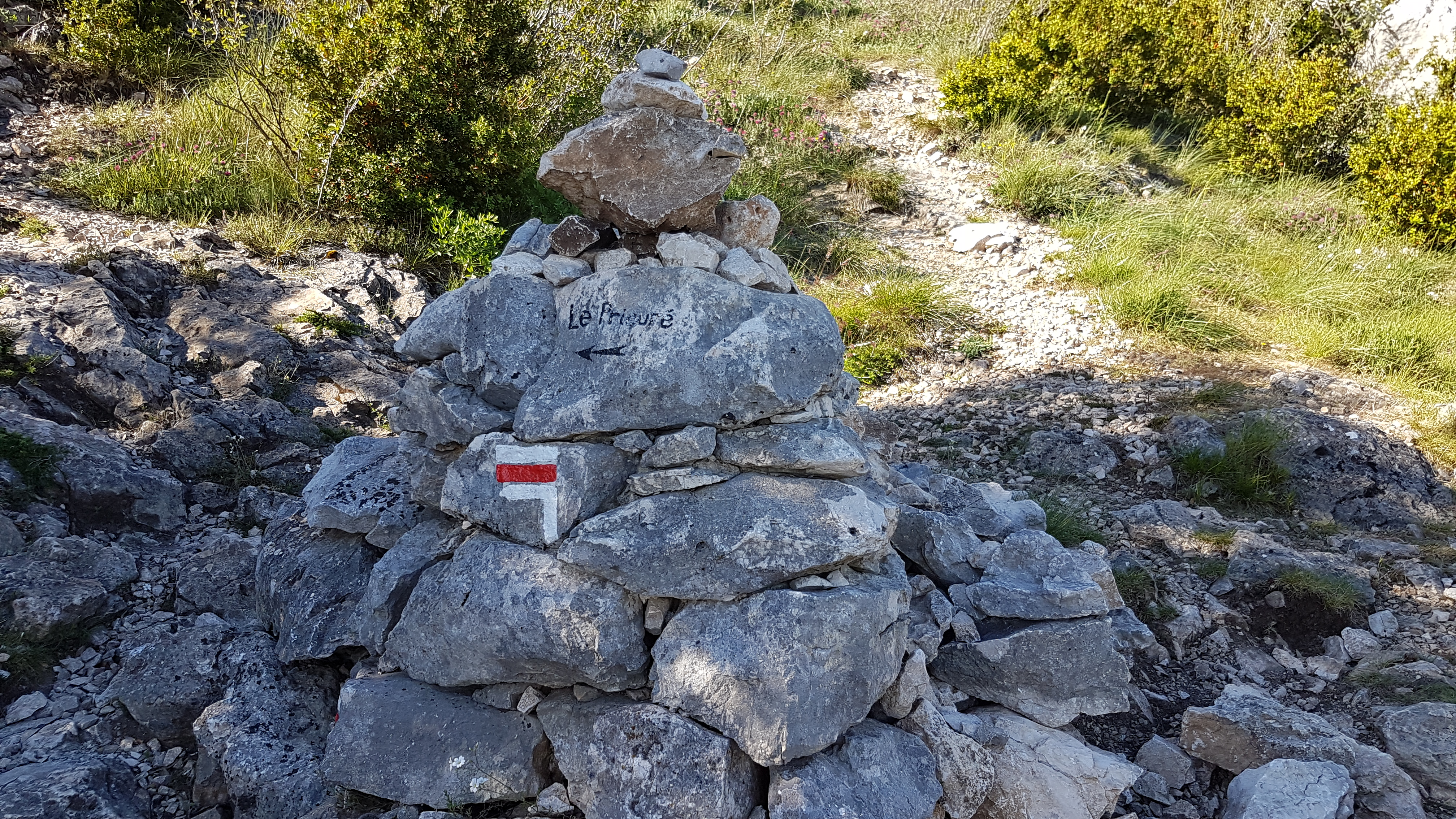

### Escalade
La montagne Sainte-Victoire est un site naturel d'escalade depuis près d'un siècle, avec plusieurs centaines de voies répertoriées. Le long du versant sud, les voies aboutissant à la crête sont principalement classées en terrain d'aventure, avec un équipement espacé ou absent. Les grandes voies se composent d'enchaînements de faces ou d'arêtes, à l'exemple de la classique arête Sud de la Croix de Provence (AD+, +650 m), le Grand Parcours (D+, +400 m) ou l'éperon de l'Ermitage (TD-, +500 m). Le piémont sud est constitué de voies plus modernes, consacrées à l'escalade sportive (secteurs des Deux Aiguilles, Dalles Grises, Le Rouge, etc).
Depuis 2007, l'ouverture et le rééquipement des voies d'escalade sont régis par une charte et un comité, visant à limiter la fréquentation du site ainsi qu'à préserver son écosystème et son aspect sauvage.
Un topoguide des différents secteurs, disponible dans le commerce, permet de répertorier les voies d'escalade selon leur ampleur et leur difficulté.

### Parapente
En 1984 William Kolarovic réalise le premier vol en parapente à la Sainte-Victoire et un club local est fondé en 1988. Il existe deux zones homologuées de décollage : au pic des Mouches (1 011 m) et au pas du Dinosaure (495 m) sur le versant occidental. L'aérologie sur la Sainte-Victoire est typique des Alpes du Sud. Les conditions sont idéales par vent faible, orienté de préférence SO, sous thermiques. Le site est soumis à un régime de brise de mer et les thermiques sont possibles toute l'année, même en hiver. Le pic des Mouches est équipé d'une balise météo transmettant les conditions de vent. Les amateurs de parapente accèdent au site d'envol du pic des Mouches essentiellement depuis la commune de Puyloubier.

## Représentations de la Sainte-Victoire
La montagne a inspiré de nombreux artistes plus ou moins récents.

### Littérature
- Peter Handke, La Leçon de la Sainte-Victoire, 1985.
- Jacqueline de Romilly (membre de l'Académie française), Sur les chemins de Sainte-Victoire, Éditions de Fallois, 2001  (ISBN 2877064565).
- Michel Bernascolle (né à Aix-en-Provence), Les Rapegons de Sainte-Victoire, Cheminements, 2006  (ISBN 2844784887).
- Raymond Penblanc, Miroir des aigles, éditions Les Presses de la Renaissance, 1993.
- Bernard Fauconnier, L'incendie de la Sainte-Victoire, éditions Grasset 1995 ; réédition Rocher, coll. « Motifs », 2019.

### Peinture

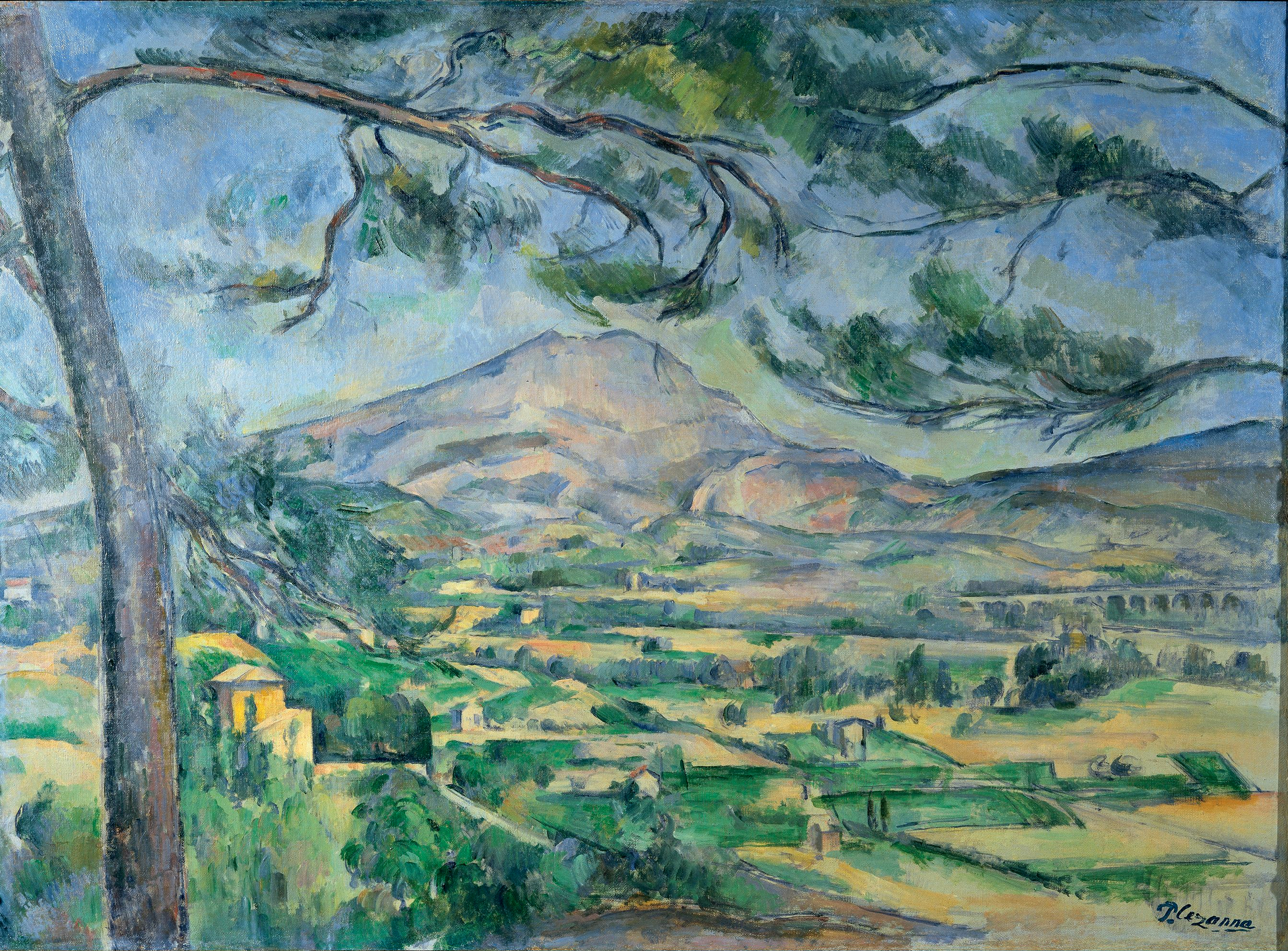
Paul, Cézanne, Mont Sainte-Victoire avec grand pin, vers 1887.

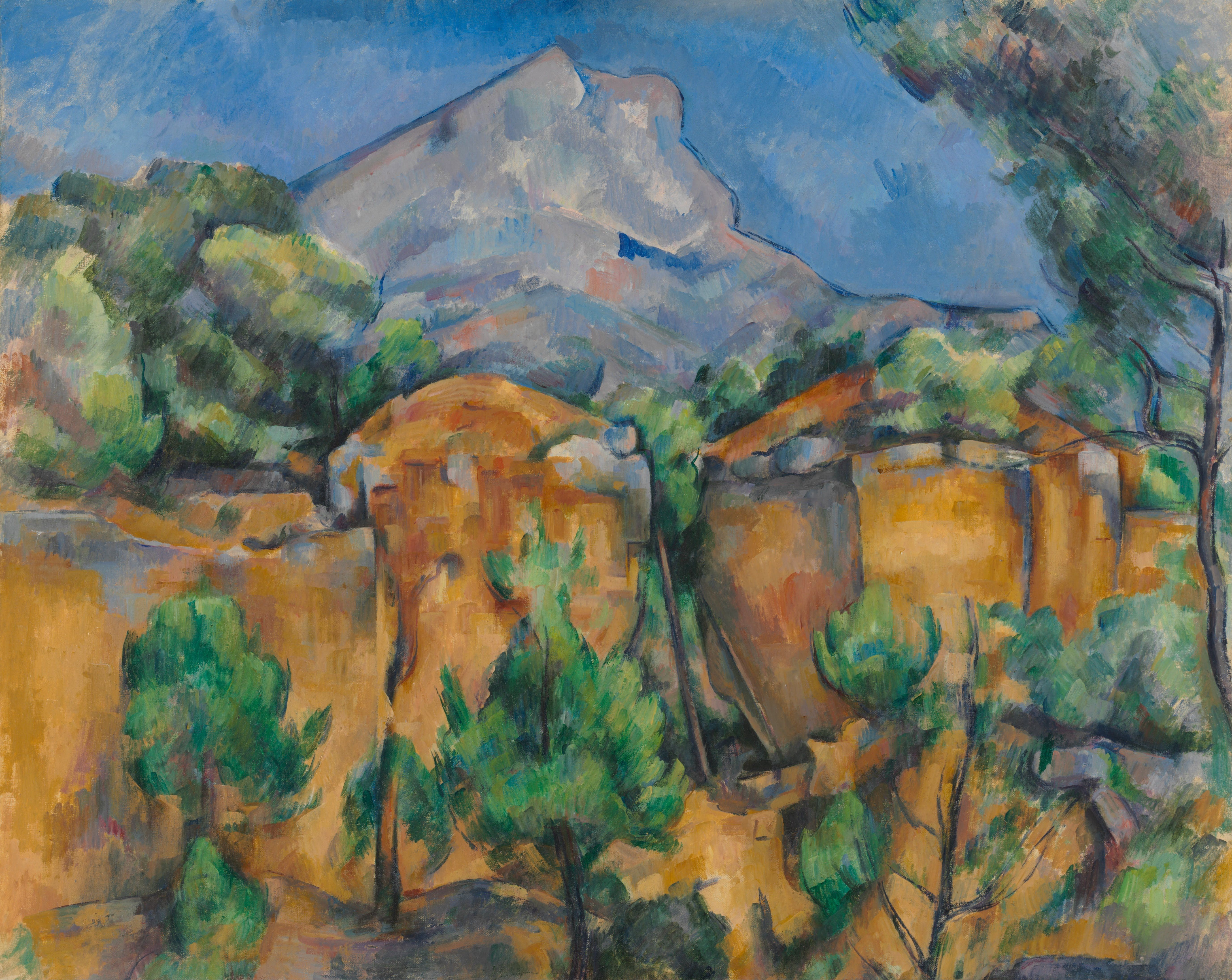
Paul Cézanne, La Montagne Sainte-Victoire vue de la carrière Bibémus, vers 1897.

Plusieurs maîtres de la peinture ont pris la Sainte-Victoire comme sujet (de premier ou arrière-plan) :
- le plus évident d'entre eux, très souvent associé à cette montagne, est Paul Cézanne dont près de quatre-vingts œuvres représentent la montagne ;
- François Marius Granet a souvent mis Sainte-Victoire en toile de fond de ses paysages aixois ;
- Pablo Picasso a acheté le château de Vauvenargues, situé au pied de la montagne, pour y installer un atelier entre 1959 et 1962 (il y est enterré) ;
- Wassily Kandinsky ;
- Auguste Renoir ;
- Charles Picart Le Doux ;
- Pierre Cayol.

### Photographie
Aussi attractif pour les photographes que pour les peintres, on peut notamment citer comme visiteurs Brigitte Bauer, Jürgen Hill qui expose en 2004 ses photos du massif à la Maison de Heidelberg, ou Jean-Jérôme Crosnier Mangeat.

### Musique
Clara Luciani donne le nom de la montagne à son premier album : Sainte-Victoire, sorti en 2018.

### Cinéma
- 2008 : une scène clé du film de François Favrat, La Sainte Victoire, réunissant Christian Clavier et Clovis Cornillac, a été tournée sur la montagne Sainte-Victoire.

## Voir aussi

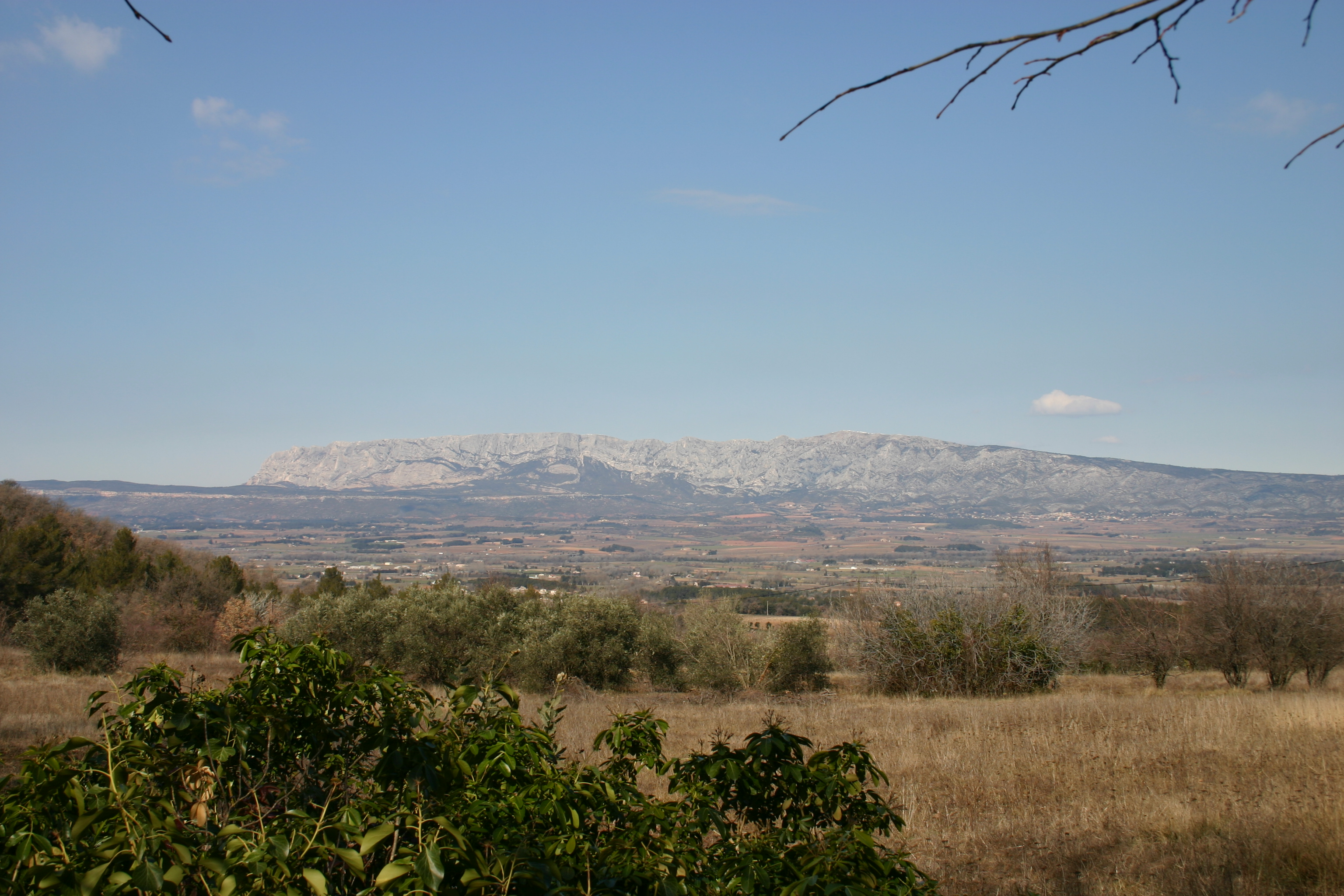
La montagne Sainte-Victoire vue de Trets.